# Guido Reni
Guido Reni (Bologna, 4 novembre 1575 – Bologna, 18 agosto 1642) è stato un pittore e incisore italiano.
Chiamato dai suoi contemporanei «divino Guido», è ritenuto uno dei massimi esponenti del classicismo seicentesco e tra i pittori più rappresentativi della scuola emiliana del XVII secolo assieme ai Carracci, Francesco Albani, Guercino, Domenichino e Giovanni Lanfranco, nonché tra i principali protagonisti della pittura barocca a Roma e a Bologna.

## Biografia

### Gli inizi a Bologna

#### L'apprendistato presso la bottega di Calvaert

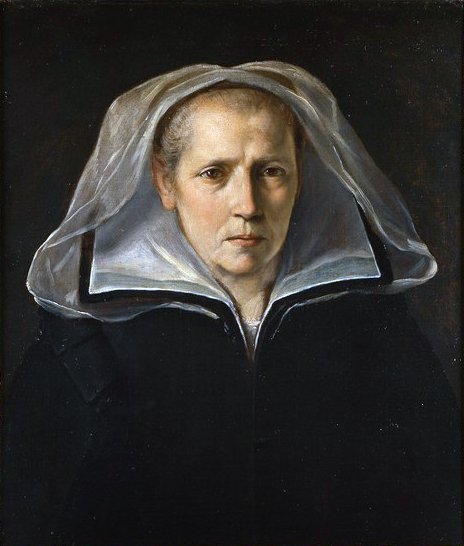
Ritratto della madre (1615-1620), Pinacoteca nazionale di Bologna

Guido Reni nacque a Bologna nell'attuale palazzo Ariosti di via San Felice n. 3 (un'erronea tradizione che risale alla fine del Settecento lo fa nascere a Calvenzano, Vergato, nell'Appennino bolognese), da Daniele, musicista e maestro del coro della cappella di San Petronio e Ginevra Pozzi; venne battezzato il 7 novembre nella chiesa metropolitana di San Pietro.
Nel 1584, a dire dello storico Carlo Cesare Malvasia, che conobbe personalmente il pittore, abbandonò gli studi di musica a cui era stato avviato dal padre per entrare nella bottega bolognese del pittore fiammingo e amico Denijs Calvaert, che si impegnò a tenerlo per dieci anni, fino al 1594-1595. Ebbe per compagni di apprendistato pittori destinati a grande successo come Francesco Albani e il Domenichino e sappiamo che studiò in particolare le incisioni del Dürer e di Raffaello.

#### La scuola dei Carracci (1595-1598)
Morto il padre il 7 gennaio 1594, Guido lasciò la bottega del Calvaert, non sussistendo più l'obbligo a cui si era impegnato il padre, ossia di rimanere a bottega fino al compimento del ventesimo anno d'età. Il Reni aderì quindi all'Accademia degli Incamminati, scuola di pittura fondata dai Carracci nel 1582 col nome di Accademia dei Desiderosi (il nome fu cambiato nel 1590), dove immediatamente dopo lo seguì anche l'amico e collega Albani.

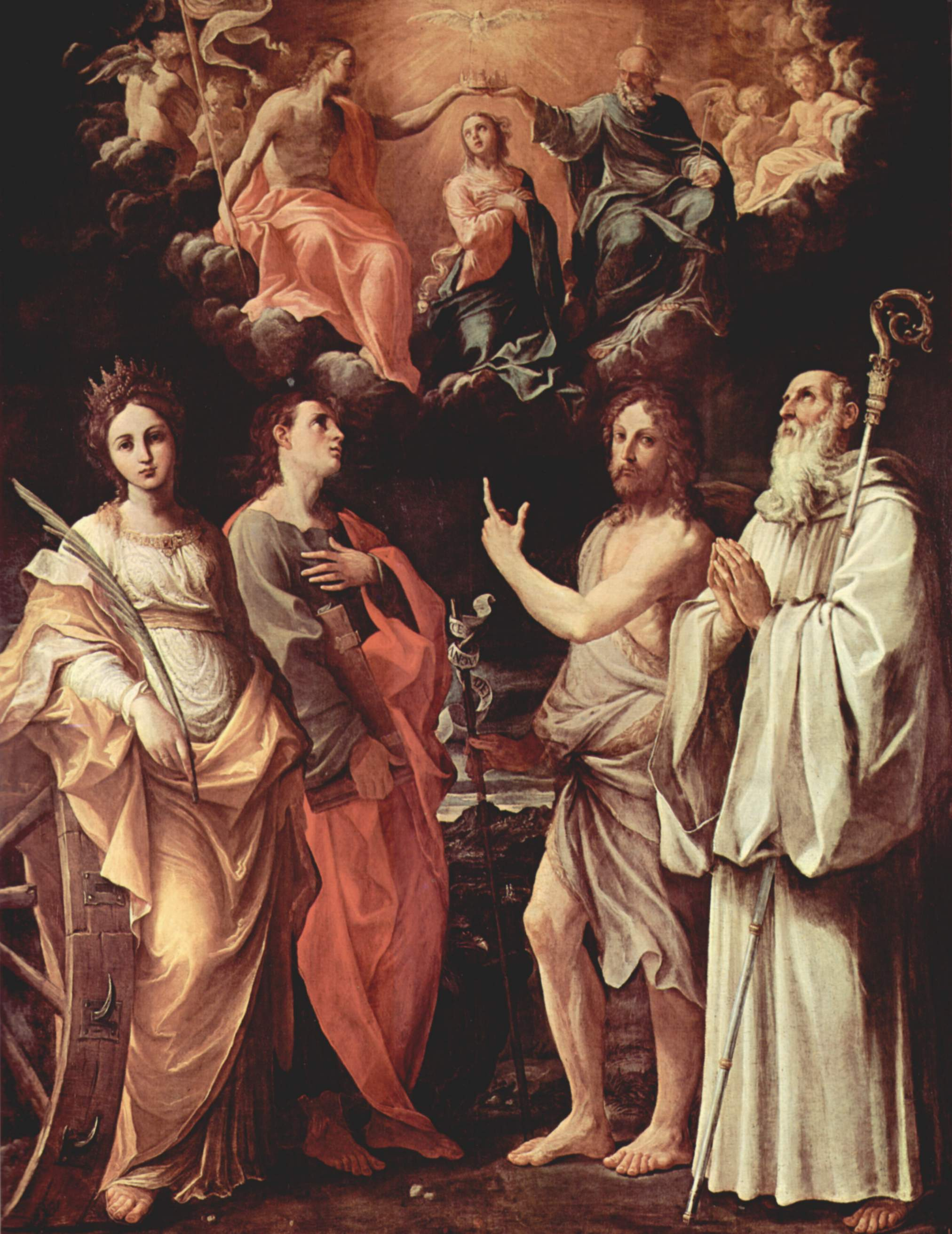
Incoronazione della Vergine e quattro santi (1598), Pinacoteca nazionale di Bologna

Qui approfondì la pittura a olio, l'incisione a bulino (riproducendo ad esempio l'Elemosina di san Rocco e la Deposizione di Cristo entrambe di Annibale) e copiando a più riprese singole parti dell'Estasi di Santa Cecilia del Raffaello, allora esposta nella chiesa di San Giovanni in Monte a Bologna. Qui mostrò il suo talento: il Malvasia riferisce l'aneddoto del suggerimento dato da Annibale a Ludovico Carracci, di «[...] non gl'insegnar tanto a costui, che un giorno ne saprà più di tutti noi. Non vedi tu come non mai contento, egli cerca cose nuove? Raccordati, Lodovico, che costui un giorno ti vuol far sospirare.»

Nel 1598, oramai ventenne e già pittore indipendente, il Reni dipinse l'Incoronazione della Vergine con i Santi Giovanni Evangelista, Giovanni Battista, Bernardo e Caterina d'Alessandria per la chiesa di San Bernardo, oggi nella Pinacoteca di Bologna, sua prima commissione pubblica. Nello stesso periodo fece parte dell'entourage di Ludovico Carracci prima presso l'oratorio di San Colombano, dove realizzò affreschi con le Storie della Passione di Cristo e poi presso la cappella Guidotti della chiesa di San Domenico, dove nell'ampia composizione dei Misteri del Rosario, il Reni si occupò di eseguire la tela della Resurrezione.

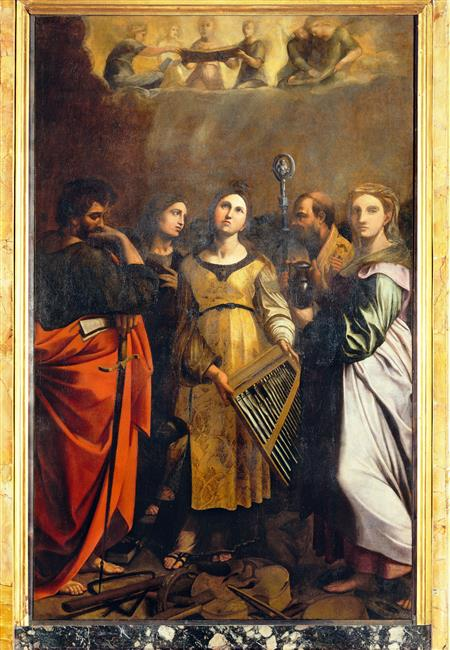
Estasi di Santa Cecilia (copia da Raffaello, 1600 ca.), chiesa di San Luigi dei Francesi, Roma

#### L'incontro con Clemente VIII Aldobrandini e i cardinali romani
Nel novembre 1598 guido Reni vinse la gara, in concorrenza proprio con il maestro Ludovico Carracci, per la decorazione della facciata del palazzo del Reggimento, l'attuale palazzo municipale di Bologna: gli affreschi, commissionati per onorare la visita di papa Clemente VIII (di passaggio in occasione della devoluzione del Ducato di Ferrara allo Stato della Chiesa) e rappresentanti figure allegoriche, si erano già cancellati nell'Ottocento e costituirono (in concausa con altri fattori, tra cui la difformità di stile pittorico con i suoi insegnanti nonché la discordia su alcuni compensi pattuiti con i committenti) la rottura con il suo vecchio maestro e con altri allievi dei Carracci.
La sua arte era espressa sia su tela che ad affresco (cosa che contraddistingueva tutti i maestri bolognesi del tempo) di cui in quest'ultimo senso si cita la Caduta di Fetonte e la Separazione della Luce dalle Tenebre per il palazzo Zani (oggi Rossi), dove il primo è ancora in situ mentre il secondo fu staccato e venduto nel 1840 nel mercato londinese (oggi nella collezione Bankes di Kingston Lacy). Intanto sono contemporanee a questi anni diverse opere di destinazione privata ed altre pubblica, tra cui le tele della Madonna col Bambino, san Domenico e i Misteri del Rosario della basilica della Madonna di San Luca e l'Assunzione della Vergine nella parrocchiale di Pieve di Cento, quest'ultima che rappresenta probabilmente l'apice dell'età giovanile del Reni.
Il 5 dicembre 1599 Guido Reni entrò nel Consiglio della Congregazione dei pittori di Bologna. Sulla scorta dei consensi ricevuti per i lavori effettuati in occasione della visita di Clemente VIII, il Reni ebbe occasione di allacciare i rapporti con l'ambiente romano, su tutti il pittore Cavalier d'Arpino, che seguiva il pontefice come consulente artistico, e i cardinali Paolo Emilio Sfondrati e Cesare Baronio. Per lo Sfondrati eseguì intorno al 1600 circa una copia dell'Estasi di santa Cecilia di Raffaello, allora esposta nella chiesa di San Giovanni in Monte a Bologna, che poi il cardinale medesimo donerà alla chiesa di San Luigi dei Francesi di Roma dov'è tuttora.
L'opera ebbe notevole successo sul panorama romano, ancorché su invito del medesimo cardinal Sfondrati il Reni si trasferì nell'Urbe, dove rimarrà fino al 1614 (anche se con frequenti interruzioni) e dove poi troverà la definitiva consacrazione artistica.

### I successi a Roma (1601-1614)

#### Le prime commesse

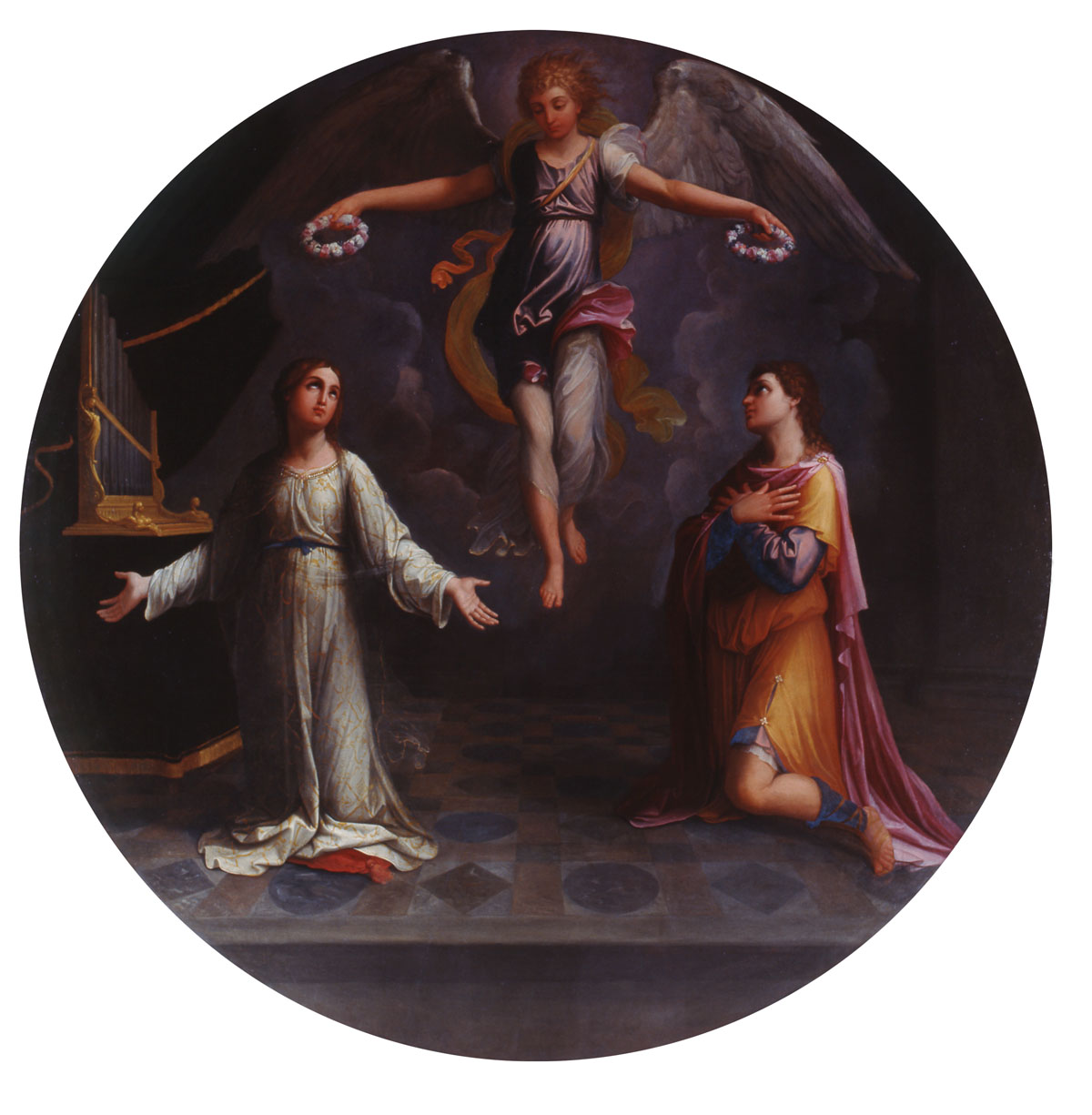
Incoronazione dei santi Cecilia e Valeriano (1614), Pinacoteca nazionale di Bologna

Nel 1601 Guido Reni è ufficialmente registrato a Roma, dove l'11 ottobre fu pagato dal cardinale Sfondrati, suo primo committente, per il Martirio di santa Cecilia della basilica di Santa Cecilia in Trastevere, dove per lo stesso committente e la stessa chiesa eseguì anche l'Incoronazione dei santi Cecilia e Valeriano.

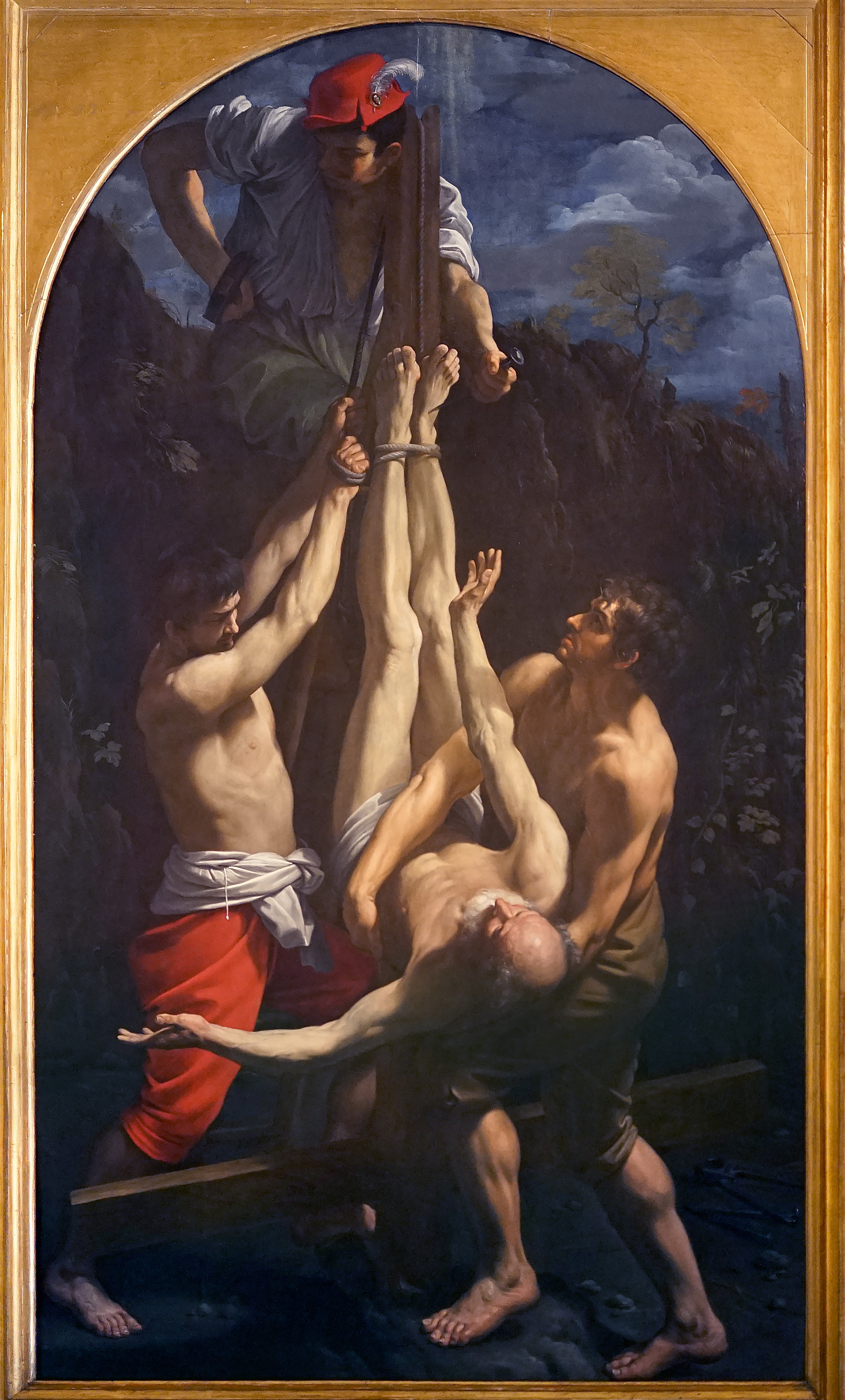
Crocifissione di san Pietro (1605), Musei Vaticani, Roma

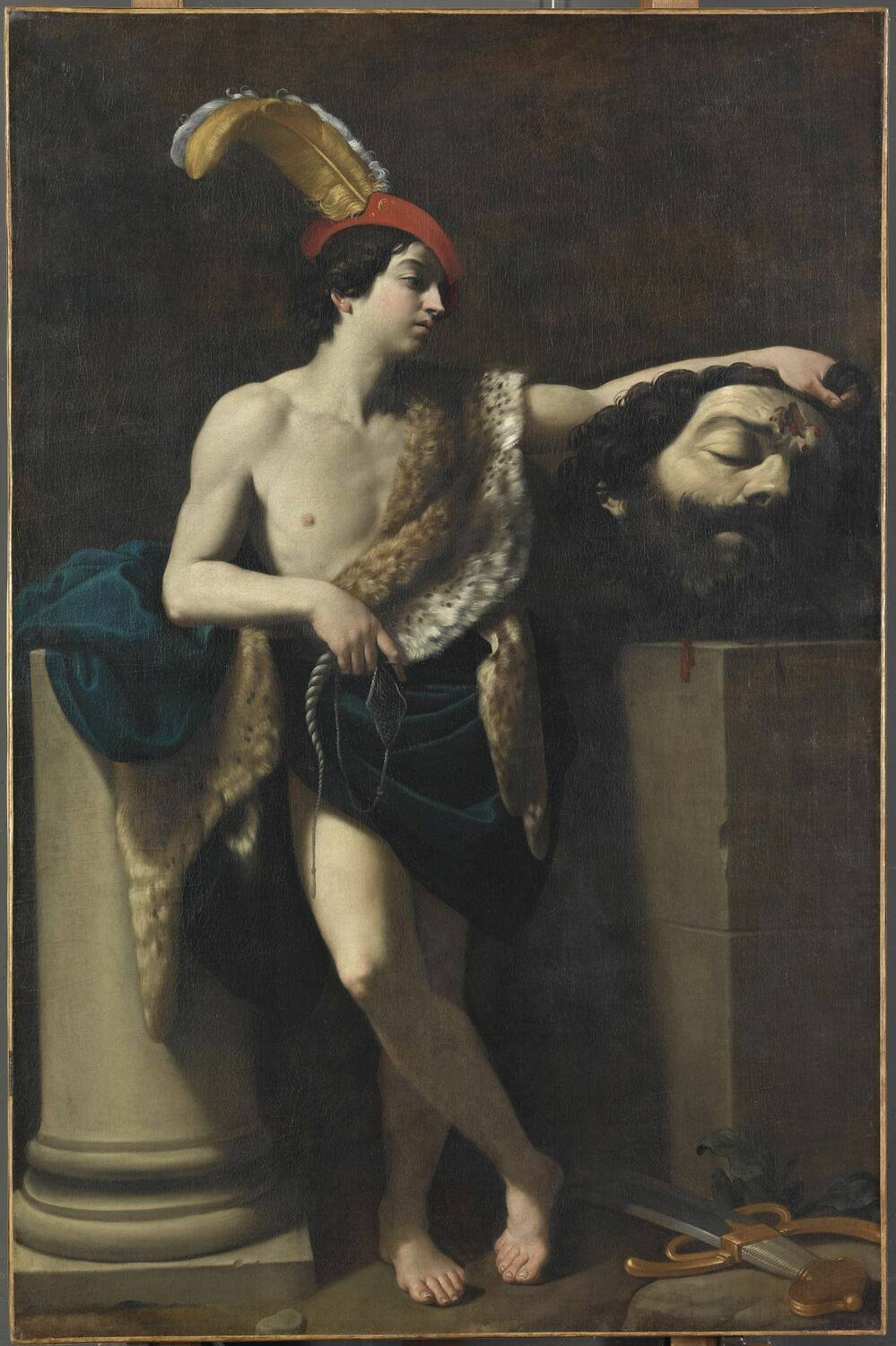
Davide con la testa di Golia (1605), nota in due versioni con lievi varianti, una al Museo del Louvre di Parigi (in foto) e l'altra agli Uffizi di Firenze

Nei primi anni romani si moltiplicano le opere raffiguranti sante a mezzo busto, tipiche del movimento paleocristiano che andavano promuovendo il cardinal Baronio e lo stesso Sfondrati. Nel marzo del 1602 tornò nella città natale per assistere ai funerali di Agostino Carracci, dove fu incaricato di incidere a stampa le decorazioni allestite per il funerale. Qui ritornò a lavorare assieme al vecchio maestro Ludovico per la chiesa di San Michele in Bosco, dove realizzerà un olio su muro con San Benedetto riceve doni dai contadini. Successivamente viaggiò da Bologna a Roma e di qui a Loreto per trattare delle eventuali decorazioni della basilica della Santa Casa, che tuttavia furono poi affidate al Pomarancio.
In questo periodo dipinse il Cristo in Pietà adorato dai santi Vittore e Corona, da Santa Tecla e San Diego d'Alcalà (1601 circa), ora nella cappella della Sacra Spina del duomo di Osimo, e la Trinità con la Madonna di Loreto (1604) per la chiesa della Trinità della stessa cittadina. Entrambe le opere furono richieste dal cardinale Antonio Maria Galli, un creato di Sisto V, noto in ambito storico artistico per le sue commissioni al Pomarancio.
Nel 1605 completò la Crocefissione di san Pietro per la chiesa romana di San Paolo alle Tre Fontane, ora nella Pinacoteca Vaticana, commissionatagli dal cardinale nipote Pietro Aldobrandini che lo pagò 100 scudi complessivi, divisi in due tranche da 50, una elargita a titolo d'acconto il 27 novembre 1604 e l'altra a titolo di saldo il 31 agosto 1605. Secondo il Malvasia sarebbe stato il Cavalier d'Arpino, pittore tardo manierista a cui il Reni si avvicinò molto nei primi anni di formazione, a suggerire l'emulazione del soggetto, derivato dalla tela del Caravaggio della basilica di Santa Maria del Popolo, con lo scopo di danneggiare lo stesso pittore lombardo nei favori dei committenti. Il soggetto ripreso dal Reni, infatti, riproduce in parte i contrasti di luce tipici della pittura del Merisi, seppure rispetto alla sua versione appare meno accentuato il dramma: la sua crocefissione è un tranquillo lavoro di artigiani, che rovesciano un santo rassegnato sulla croce e lo legano e l'inchiodano con gesti lenti e metodici.
Guido Reni comincia con questa tela a consolidare il suo status nell'ambiente artistico locale e nel contempo a scoprire le innovazioni della pittura caravaggesca, che sperimenterà anche in altre opere, a partire dalla Crocifissione di san Pietro in poi. Di questa esperienza, infatti, fanno parte quel gruppo di tele del primo decennio del secolo, quindi il Davide con la testa di Golia noto in due versioni, una al Louvre e l'altra agli Uffizi, il Martirio di santa Caterina per la chiesa di Sant'Alessandro a Conscente, commissionato da Ottavio Costa, banchiere del cardinal Sfondrati, ora al Museo diocesano di Albenga in Liguria, la Preghiera nell'orto di Sens, l'Incoronazione della Vergine di Londra, Davide che decapita Golia di collezione privata spagnola, i Santi Pietro e Paolo di Brera a Milano ed altre.

#### I capolavori per Paolo V Borghese (1608-1614)

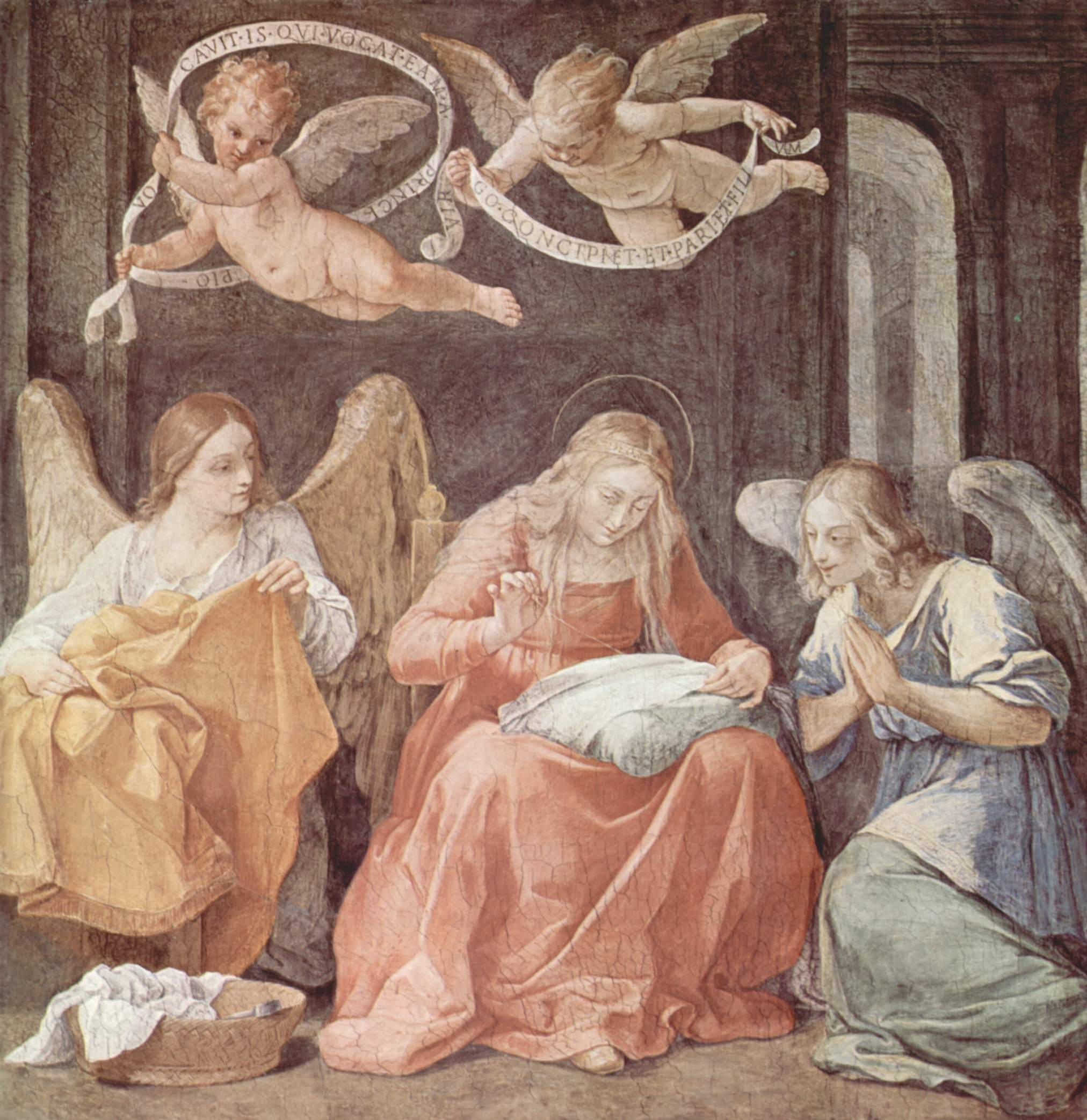
Madonna del cucito (1608), particolare del ciclo di affreschi della cappella dell'Annunziata nel palazzo del Quirinale a Roma

La sua fama è così affermata che i suoi lavori diventano tra i più ricercati dall'ambiente romano del tempo, tra cui diverse furono richieste dal nuovo papa Paolo V (in carica dal 1605), presso cui il Reni divenne pittore di casa.
Il pittore viene messo a busta paga dalla famiglia; l'ufficialità del ruolo che ha assunto il Reni lo porta quindi a tenere un libro contabile in cui verranno annotati tutti i pagamenti dell'epoca.
Nel 1608 il pontefice gli affida la decorazione di due sale dei palazzi Vaticani, quella delle Nozze Aldobrandine e quella delle Dame, dove verranno realizzati rispettivamente i cicli con i Misteri della fede e quello con le Virtù di Sansone, mentre intanto il cardinale Scipione Borghese gli commissionò i cicli di affreschi di San Gregorio al Celio, con il Martirio di sant'Andrea e l'Eterno in gloria.

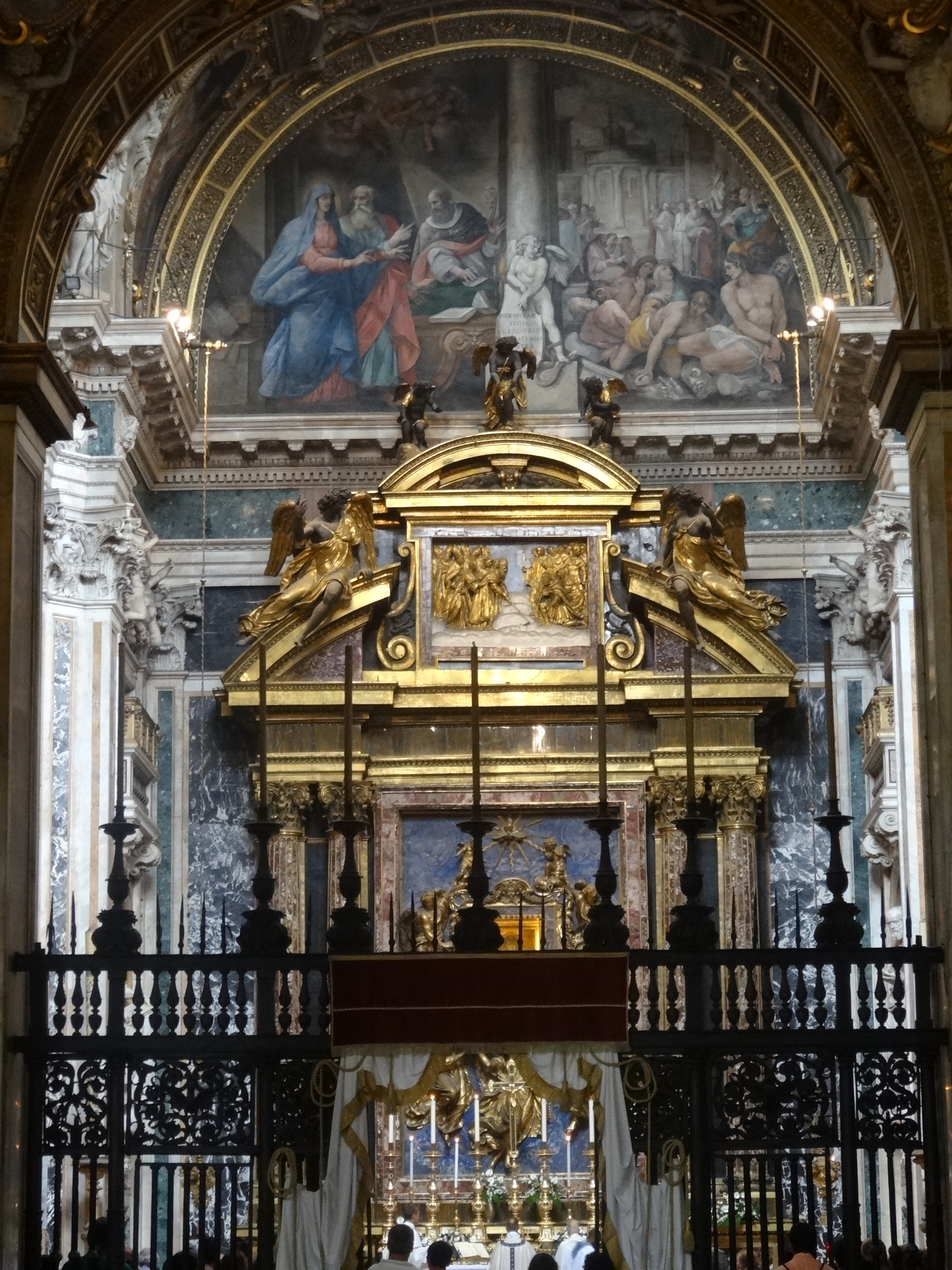
La cappella Paolina in Santa Maria Maggiore, Roma. In alto è una delle lunette con gli affreschi del Reni (1610-1612).

Sempre per volere del pontefice Borghese poi, al 1608 il pittore riceverà l'incarico di decorare la cappella dell'Annunziata nel palazzo del Quirinale, avvalendosi dell'aiuto di Francesco Albani, Antonio Carracci, Jacopo Cavedone, Tommaso Campana, ma soprattutto Giovanni Lanfranco. I cicli così come la tavola dell'Annunciazione sull'altare furono terminati nel 1610 ed elogiati dal Malvasia con le seguenti parole: «[...] con maggior applauso e meraviglia di tutta la Corte, che vi accorse ad ammirarla come cosa prodigiosa.». Per la cappella il pittore riceve un pagamento complessivo di 1.000 scudi da ripartire in 10 rate, l'ultima delle quali risalente al 5 marzo 1611, realizzando oltre alla tela da cui il nome dell'ambiente, i cicli della Presentazione di Maria al Tempio, l'Annuncio a Gioacchino, la Vergine che ricama in compagnia degli angeli (cosiddetta Madonna del cucito) e una serie di virtù e patriarchi.
Il 25 settembre 1609 ricevette il primo di 15 pagamenti per gli affreschi della cappella Paolina in Santa Maria Maggiore, che interruppe alla fine del 1610 probabilmente per contrasti con l'amministrazione papale, che, stando agli umori del pittore, risultavano esser troppo pressanti.
Altri lavori realizzati in questo giro d'anni furono poi terminati a Bologna, dove fece ritorno tra il 1610 e il 1611, successivamente a un infruttuoso soggiorno a Napoli. Tra queste opere vi era la nota Strage degli innocenti (venti scudi gli erano anticipati a Roma per la commissione), per la cappella di San Domenico dell'omonima chiesa di Bologna, commissionata dal conte Berò, dove la scena, con sei donne, due piccoli morti e due assassini, la tragedia è congelata nella misura e nella simmetria della composizione raffaellesca.

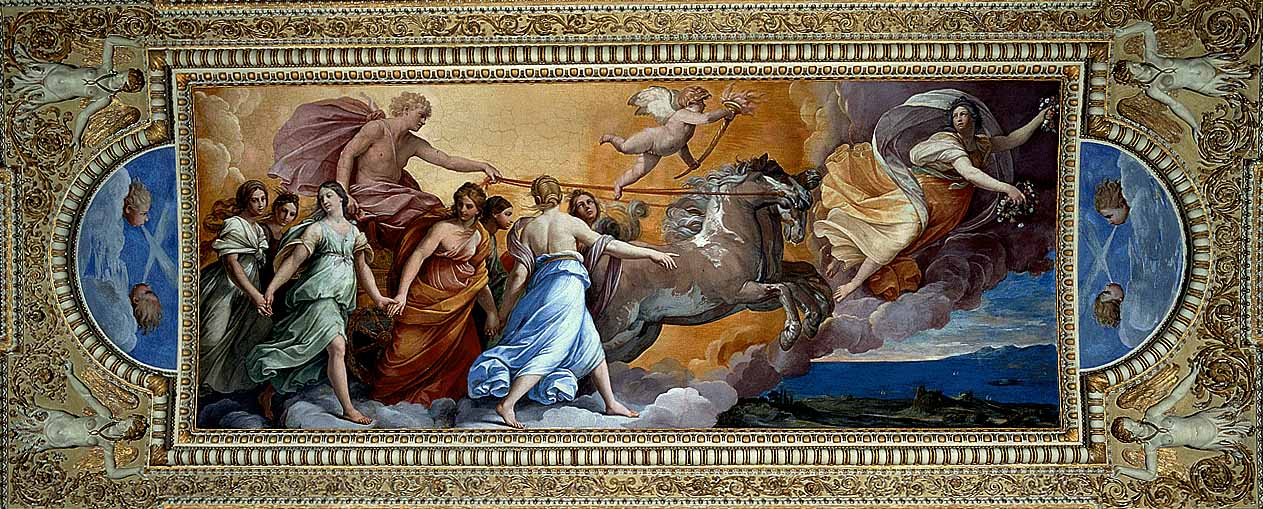
Aurora (1614), casino Pallavicini-Rospigliosi, Roma

Tornò a Roma nel 1612 per completare in aprile gli affreschi di Santa Maria Maggior e per chiudere il 5 maggio i suoi conti bancari in città, conscio che sarebbe rimasto per sempre in terra emiliana. Intanto il cardinale Scipione Borghese però gli commissionò per un Casino nel parco di un altro suo palazzo al Quirinale, attuale palazzo Pallavicini Rospigliosi, l'affresco dell'Aurora. Il Reni non lo inizia nemmeno e fa ritorno a Bologna per completare le commesse domenicane precedenti e altre cittadine. Fu costretto a rientrare a Roma a gennaio del 1614 sotto minaccia di Paolo V, che intanto inviò il cardinale Maffeo Barberini (futuro papà Urbano VIII) per chiamarlo a realizzare la commessa o altrimenti avrebbe visto la prigionia.
La grandiosa scena dipinta fu completata in sei mesi, l'8 agosto del 1614 avviene l'ultimo pagamento dell'opera, che divenne modello per i cicli di affreschi dei palazzi nobiliari romani ed ebbe grande fortuna fino al Neoclassicismo: il carro di Apollo, circondato dalle figure delle Ore è preceduto dall'Aurora mentre sopra i quattro cavalli vola Fosforo, l'astro del mattino, con una torcia accesa; in basso a destra un paesaggio marino.

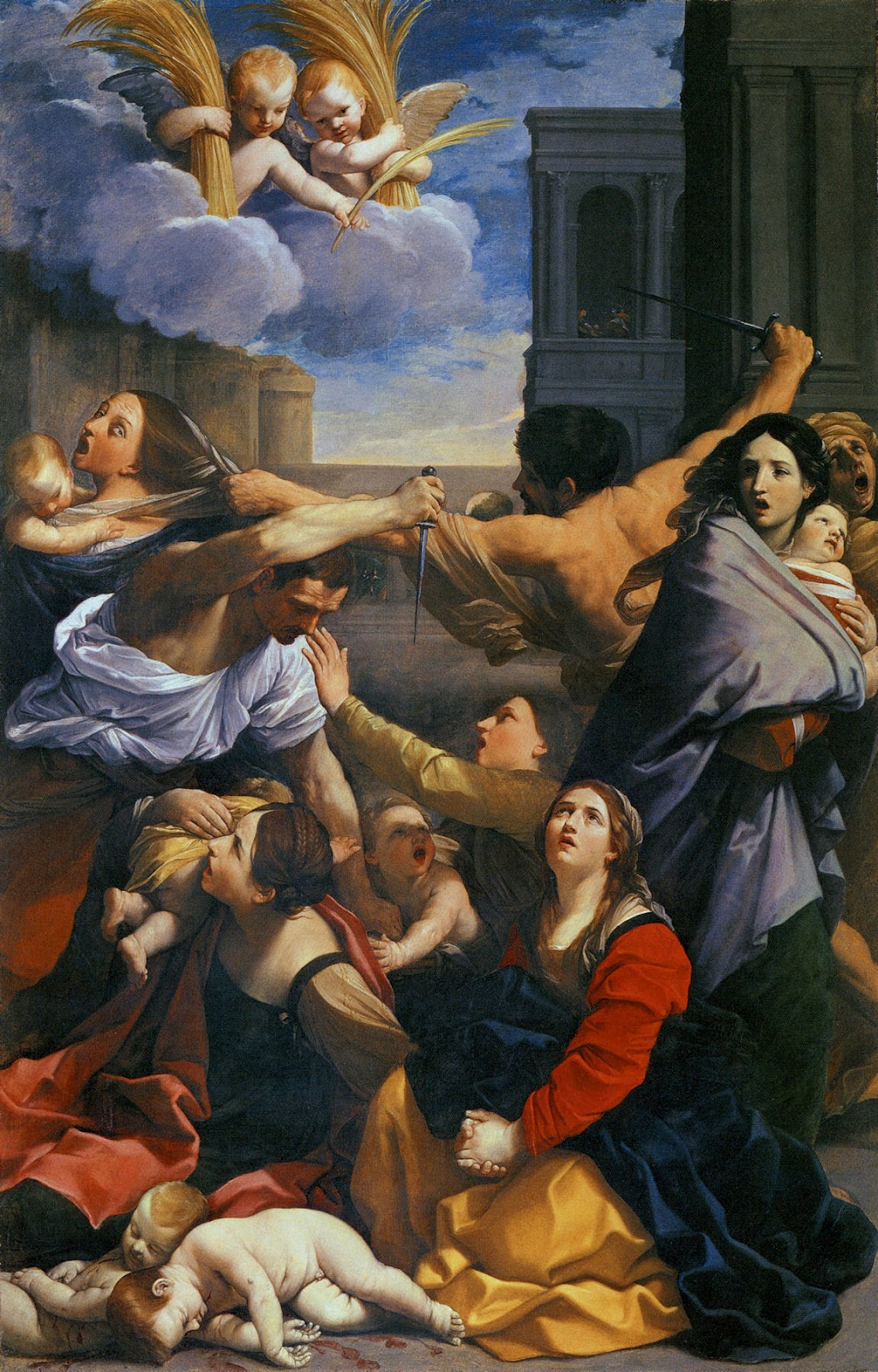
Strage degli innocenti (1611), Pinacoteca nazionale di Bologna

Già saturo di commissioni bolognesi da completare, il giorno dopo il compimento dell'Aurora Guido Reni accetta anche l'incarico del cardinale Pietro Aldobrandini, che intanto per via di alcuni contrasti con il papa Borghese andò via da Roma per assumere il vescovato (dal 1606 al 1610) nella città di Ravenna.
Nell'ottobre del 1614 Reni tornò definitivamente a Bologna, dove rimarrà pressoché stabilmente fino alla sua morte.

### Il ritorno a Bologna

#### Le grandi pale d'altare e gli affreschi pubblici (1615-1621)
A Bologna il Reni eseguì opere che saranno prototipo di numerose tele seicentesche successive come, tra cui pale d'altare di grande formato che rappresenteranno uno dei momenti più alti della sua attività artistica.

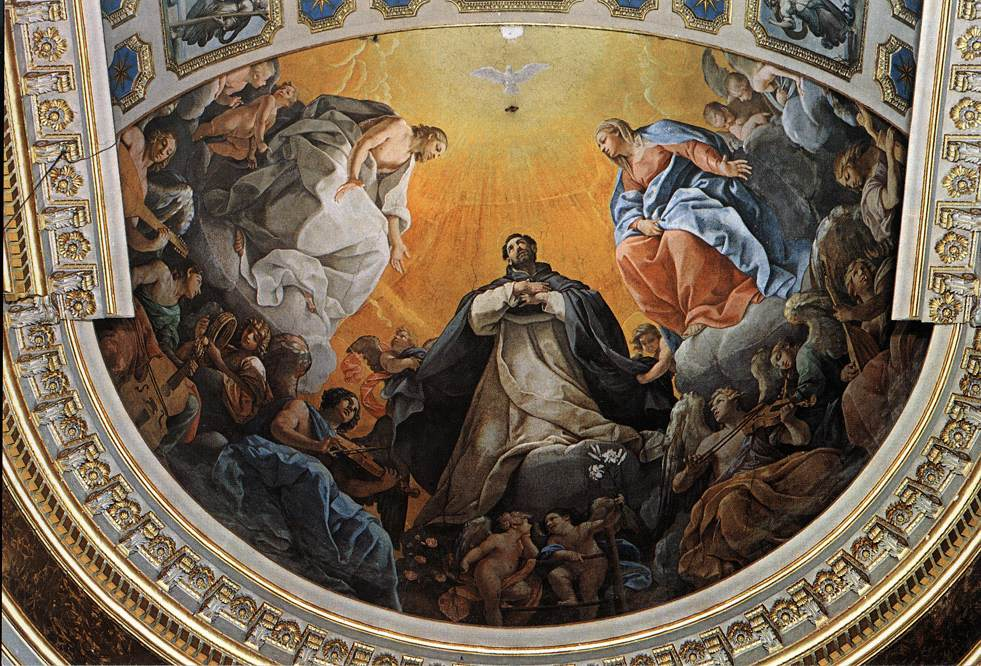
Gloria di san Domenico (1615), chiesa di San Domenico, Bologna

Tra queste vi fu per la chiesa di Santa Maria della Pietà la grande pala detta Pietà dei Mendicanti, commissionata dal Senato bolognese, poi la Crocifissione per la chiesa dei cappuccini, entrambe ora nella Pinacoteca nazionale, e l'Assunzione della Vergine di Genova, commissionata dal cardinale Durazzo per la chiesa di Sant’Ambrogio. Quest'ultima opera ebbe sin dal principio particolari elogi, in evidente richiamo della precedente pala di Pieve di Cento: il "rivale" Ludovico Carracci disse che «[...] in quest'opera [Guido Reni] ha superato se stesso», il Guercino disse che «[...] quel modo di fare fosse in carattere proprio, connaturale solo a lui [...]», mentre Domenichino ritenne «[...] essere quella la più perfetta maniera [...]». Con queste tre pale d'altare il Reni si afferma quale primo pittore di Bologna.
Dopo i successi romani, tra il 1614 e il 1615 riprende ad accettare alcuni lavori ad affresco, ma questa volta non per palazzi privati, ma per edifici religiosi pubblici. Inizia infatti le opere commissionate dal cardinale Aldobrandini per la cappella del Santissimo Sacramento della cattedrale di Ravenna, già accettati negli gli ultimi mesi romani; di cui realizza anche la tela d'altare con la scena della Caduta dalla Manna, mentre sempre nel 1615 terminò di affrescare nella bolognese chiesa di San Domenico la Gloria dello stesso santo, che aveva iniziato due anni prima e subito interrotto a causa dei viaggi a Roma, sita nel catino absidale della nuova cappella barocca dell'Arca, cosiddetta perché contenente l'arca del santo fondatore dell'ordine domenicano.

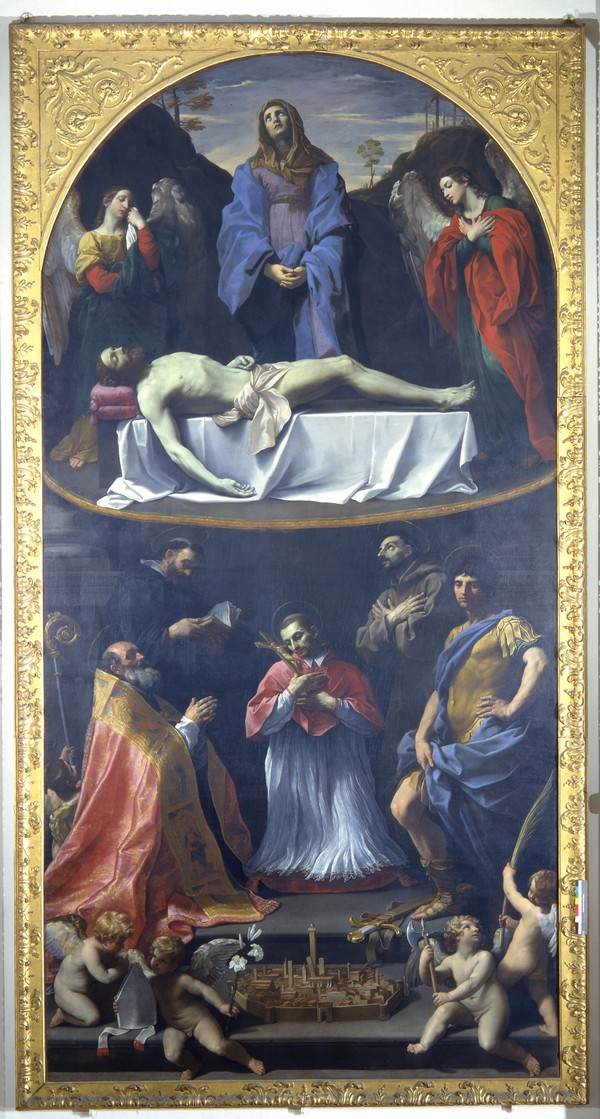
Pietà dei Mendicanti (1614), Pinacoteca nazionale di Bologna
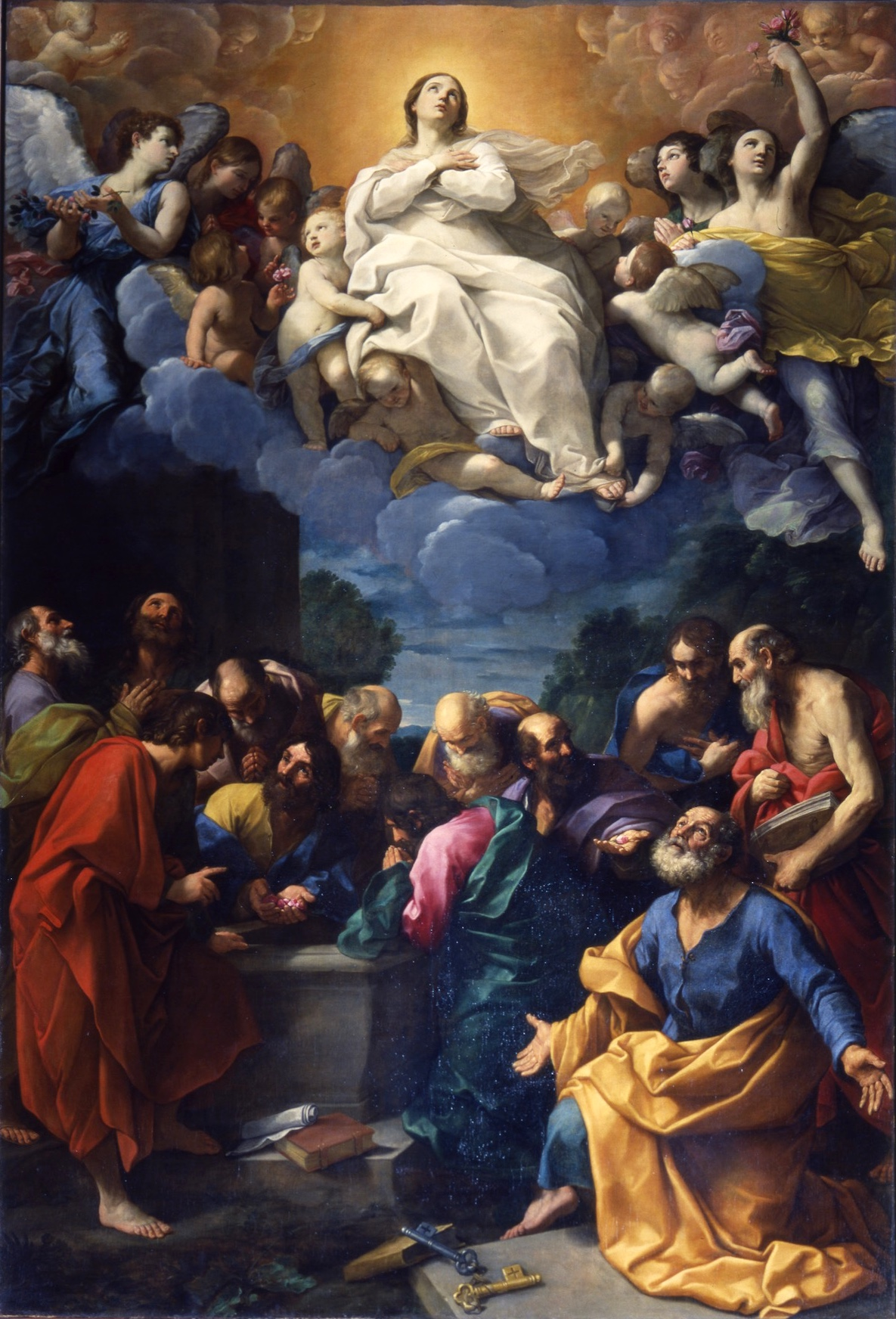
Assunzione (1615), chiesa del Gesù e dei Santi Ambrogio e Andrea, Genova
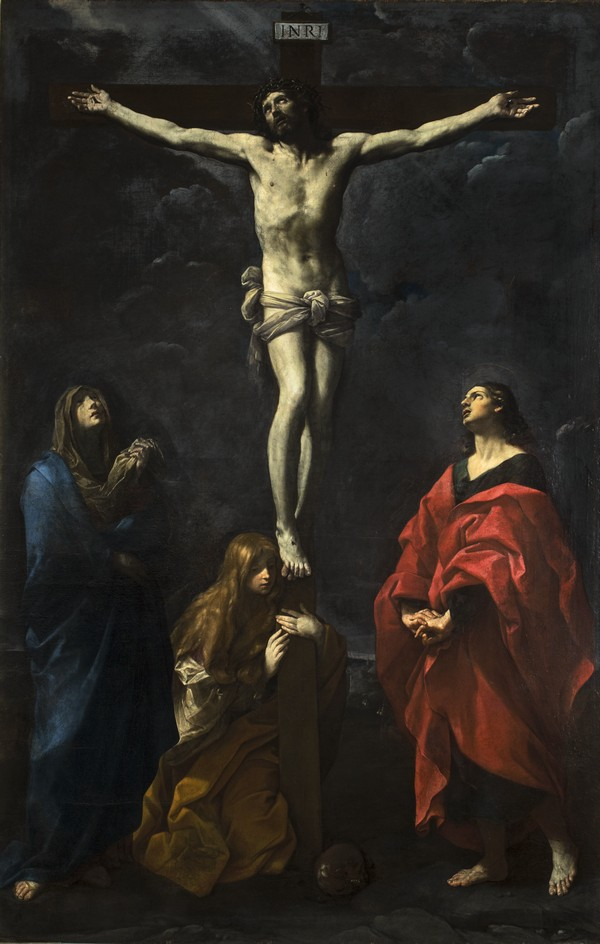
Crocifissione (1615), Pinacoteca nazionale di Bologna

#### Le commissioni private, le opere per i Gonzaga (1617-1621)
Intorno alla seconda metà del secondo decennio del Seicento il Reni realizza numerose opere di committenza privata tra Bologna e Roma, soprattutto scene di santi, su tutti il San Sebastiano, che comparirà nel catalogo del Reni in svariate copie e redazioni tutte pressoché simili con lievi variazioni. Tra queste, due redazioni furono realizzate per la collezione del cardinale Francesco Maria del Monte a Roma nel 1615 (oggi ai Musei Capitolini), cui farà seguito un'altra per la raccolta Brignole di Genova (oggi al Museo di palazzo Rosso).
Tra il 1617 e il 1619 è databile un altro capolavoro del periodo, il Sansone vittorioso (oggi alla Pinacoteca nazionale di Bologna), con l'eroe biblico raffigurato come un gigante effeminato che si ristora dopo il massacro, mentre i morti sembrano dormire placidamente nella serenità albeggiante di una vasta pianura. L'opera fu commissionata per il palazzo Zambeccari dall'omonima famiglia dove avrebbe dovuto fungere da sopracamino di una sala.
Corteggiato già da tempo dal conte Barbazzi, che lo voleva chiamare al servizio del duca di Mantova, il 20 giugno 1617 Guido Reni riuscì a recarsi presso i Gonzaga. La commissione riguardava l'esecuzione di decorazioni nella villa Favorita, ma che tuttavia furono rifiutate dal Reni per le "infermità mortali" che gli provocava la pittura a fresco. In compenso, eseguì per il duca diverse tele con le Fatiche di Ercole (oggi tutte al Louvre): Ercole sul rogo, Ercole e Archeloo, Ercole e l'idra e Nesso rapisce Deianira, mentre altre due tele, Venere con le tre grazie e il Giudizio di Paride, sono andate perdute.

Un'altra opera databile a quel periodo che costituisce uno dei massimi capolavori del catalogo del pittore è quella dell'Atalanta e Ippomene. Il soggetto rappresenta il mito della gara di corsa fra Ippomene e l'invincibile Atalanta, che perderà la sfida (e la propria verginità) per fermarsi a raccogliere le mele d'oro lasciate cadere con inganno dallo stesso Ippomene durante la prova. Dell'opera sono note due redazioni, pressoché identiche, entrambe circolanti nell'ambiente milanese: una quella in collezione di Giovanni Francesco Serra, giunta poi a Napoli dopo il 1656 e poi passata nelle raccolte vicereali fino a quelle del re Filippo IV di Spagna (oggi al Prado di Madrid), l'altra proveniente dalla collezione Pertusati e comperata nel 1802 nel mercato romano da Domenico Venuti per le collezioni Borbone (oggi al Museo di Capodimonte).

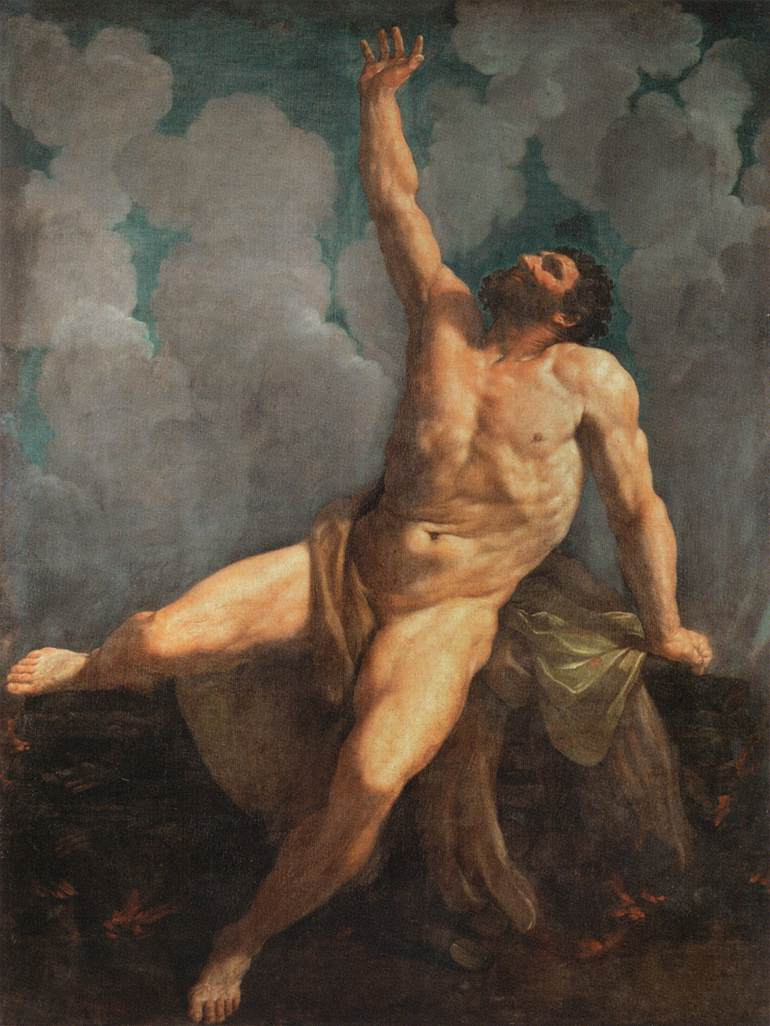
Ercole sulla Pira (1617), Museo del Louvre, Parigi
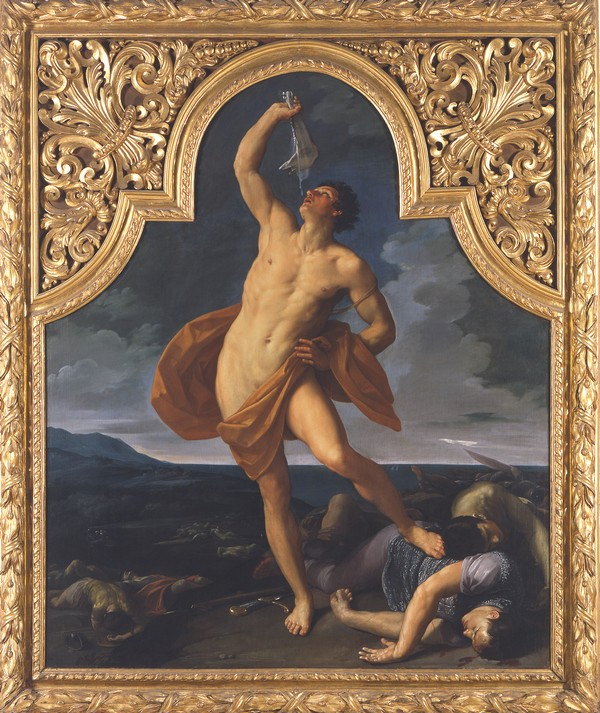
Sansone vittorioso (1617-1619), Pinacoteca nazionale di Bologna
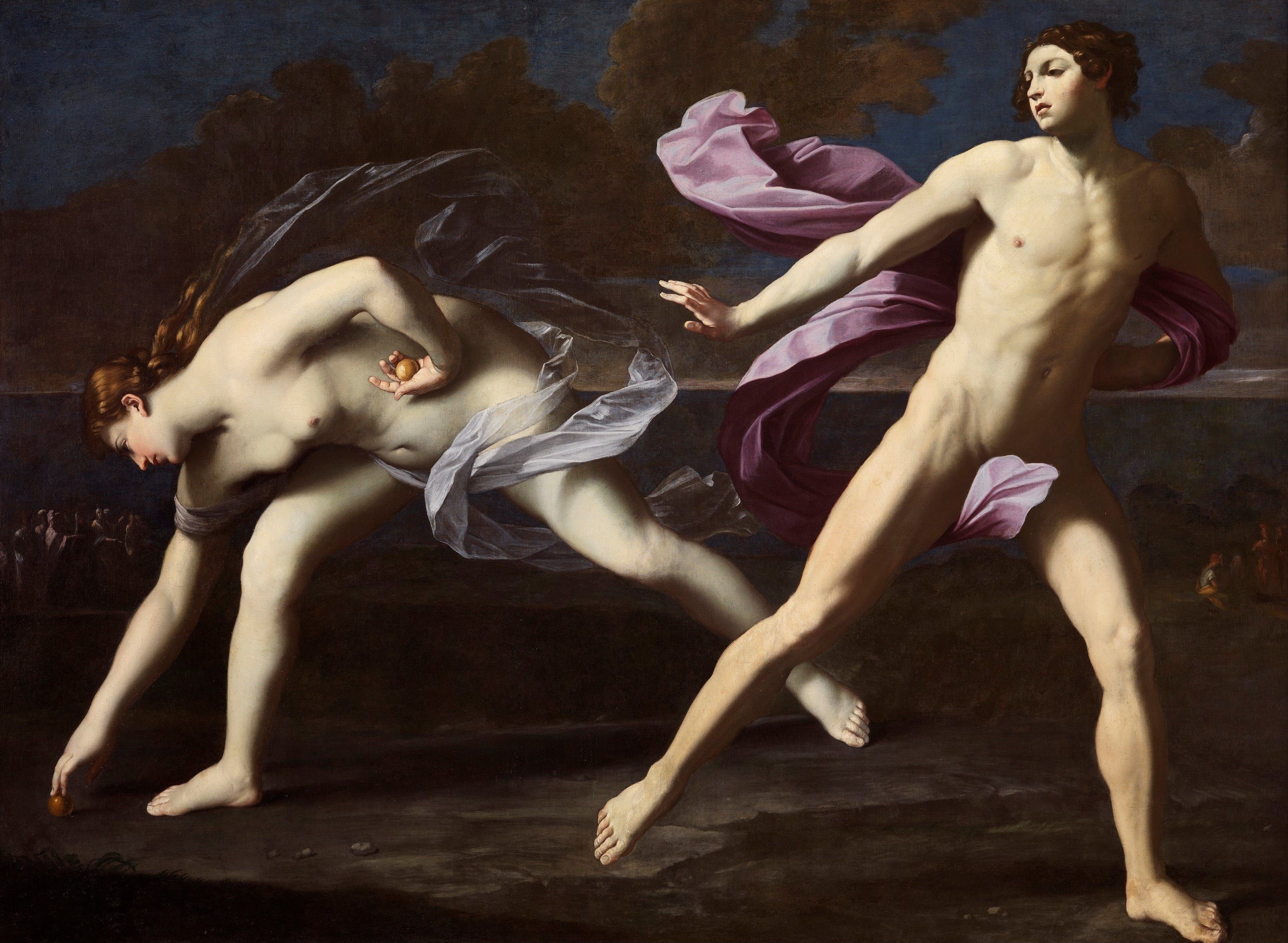
Atalanta e Ippomene, (1618-1625), nota in due versioni identiche, una al Museo del Prado di Madrid e l'altra a Capodimonte di Napoli (in foto)

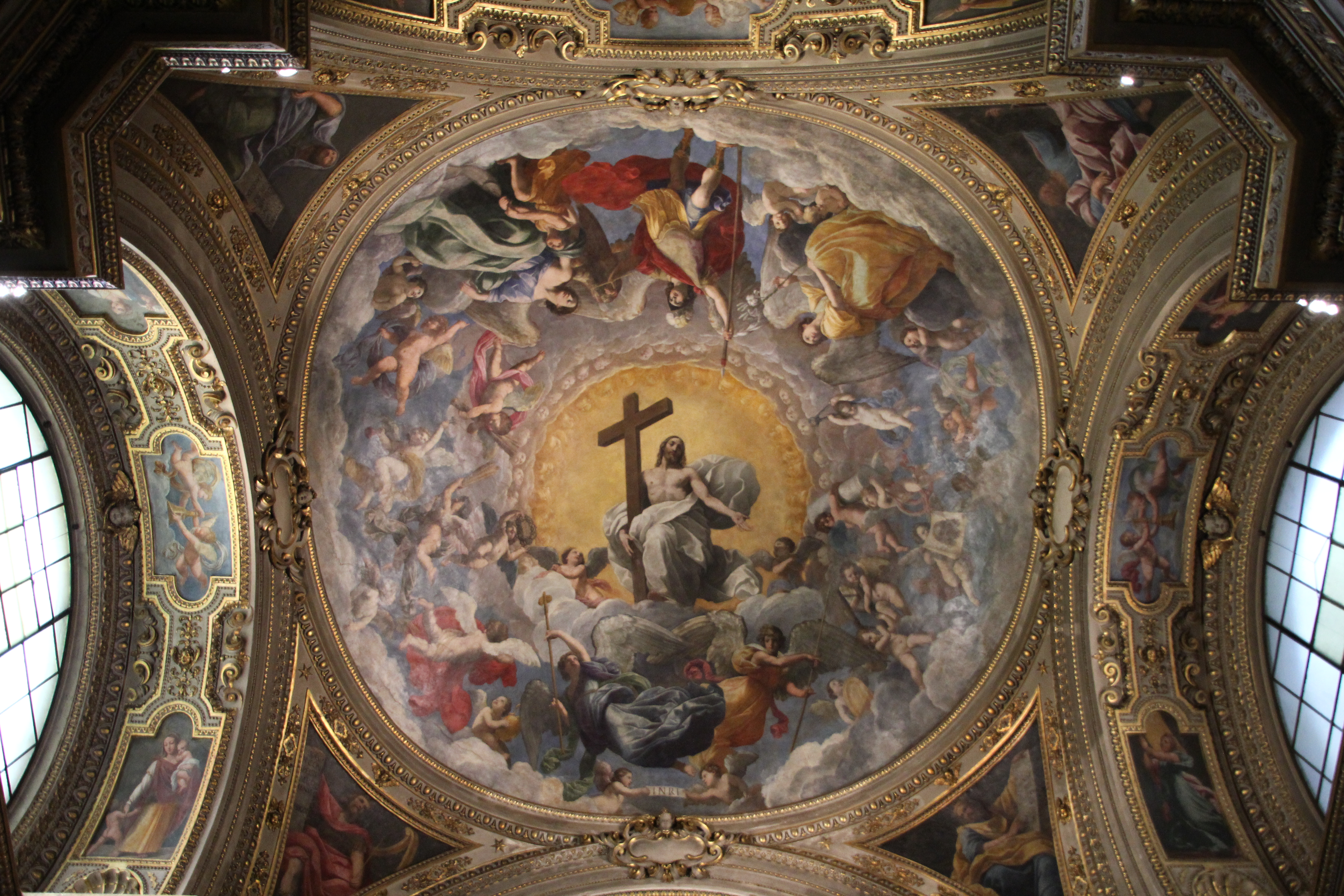
Cristo in gloria (1621), duomo di Ravenna

Nel 1621 completa i lavori di Ravenna realizzando, assieme ai suoi aiutanti Francesco Gessi e Gian Giacomo Sementi, il ciclo di affreschi delle lunette, dei sottarchi, dei quattro pennacchi e della cupola, quest'ultima interamente autografa del maestro, dov'è raffigurato il Cristo in gloria, in chiara sintonia con i cicli correggeschi.

#### La parentesi napoletana (1621)

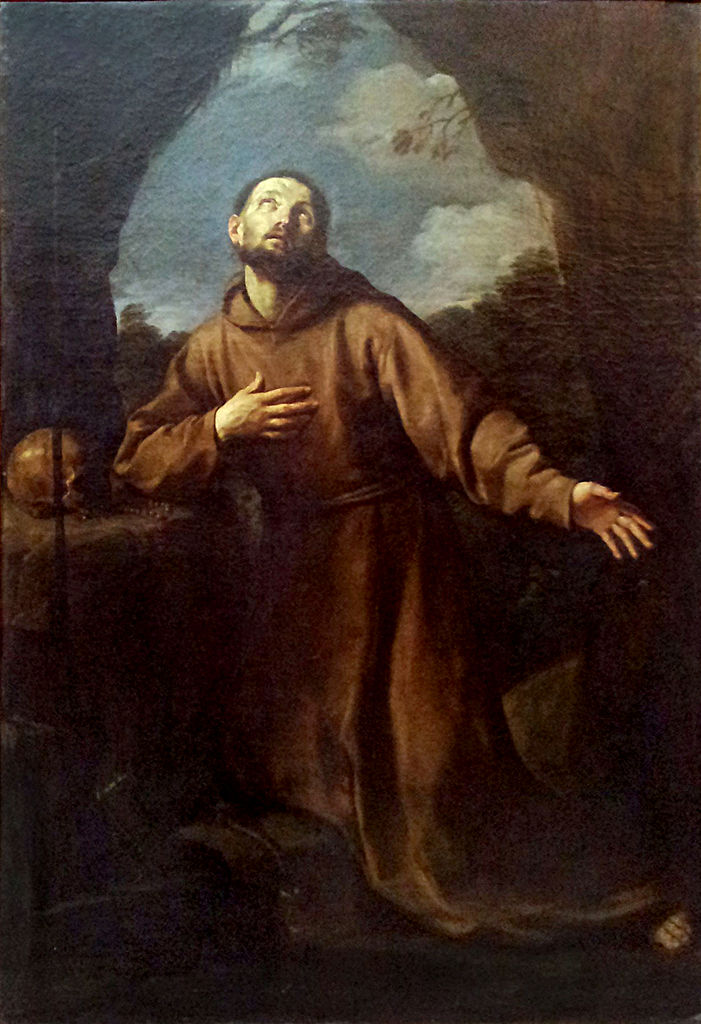
San Francesco in estasi (1622), chiesa dei Girolamini, Napoli

Il successo che investì il Reni portò la sua notorietà a varcare anche i confini dello Stato Pontificio, fino a raggiungere la città di Napoli, da cui partirono i contatti con il pittore in data 18 aprile 1619 per offrirgli alcuni lavori al cantiere più importante della città in quegli anni, ossia quello della cappella di San Gennaro nel duomo.
Entro l'aprile del 1621 il pittore fu quindi in città per sottoscrivere l'incarico; l'incontro con la Deputazione del Tesoro tuttavia non sortì i successi sperati in quanto l'artista bolognese visse il soggiorno partenopeo oggetto di continue minacce da parte degli artisti locali (Corenzio, Caracciolo e Ribera su tutti), che provavano a dissuaderlo dall'accettare l'incarico poiché puntavano loro stessi ad accaparrarsi la commessa. Per questi motivi, che culminarono addirittura con il ferimento di un collaboratore del Reni, questi lasciò l'incarico (che successivamente verrà affidato ad altri pittori vicini a lui, ossia il Domenichino e il Lanfranco) e poco dopo anche la città, partendo prima alla volta di Roma, dove soggiornò brevemente, e poi nuovamente a Bologna.
Seppur il soggiorno napoletano di Guido Reni fu breve e infelice, l'artista ebbe comunque occasione nel frangente di legare rapporti di committenza con l'ambiente locale, su tutti con il ricco sarto Giovan Domenico Lercaro, col quale verosimilmente conserverà buoni rapporti anche una volta rientrato a Bologna. Il Lercaro commissionò tre opere al Reni, il San Francesco, l'Incontro tra Gesù e Giovanni Battista e la Fuga in Egitto, tutte databili intorno al 1622 circa, che furono poi donate dal facoltoso commerciante, assieme a tutta la propria collezione d'arte, al complesso dei Girolamini, luogo molto caro all'uomo e su cui aveva un rilevante ruolo di influenza.

#### Le commesse romane, gli incarichi di Urbano VIII Barberini (1621-1640)

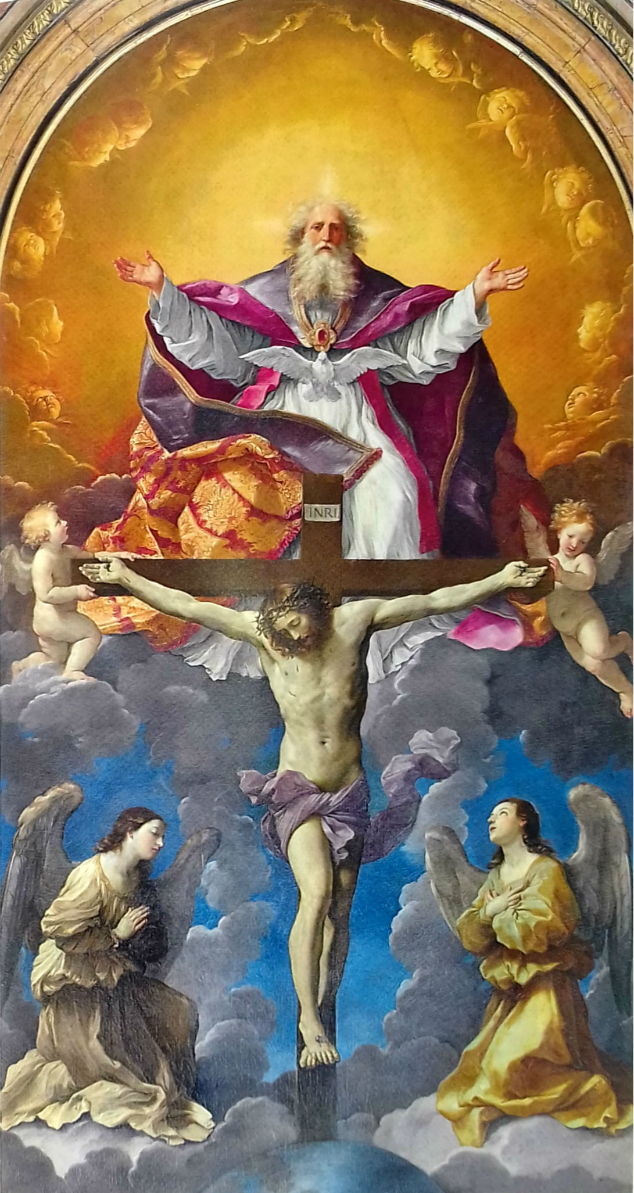
Trinità (1625), chiesa dei Pellegrini

Di ritorno da Napoli Guido Reni ebbe un primo breve soggiorno a Roma nel 1621 per poi rientrare a Bologna. Durante il breve pontificato di Gregorio XV Ludovisi è probabile che Guido realizzò il suo ritratto ufficiale (oggi a in collezione privata a Corsham Court), così come fece contemporaneamente anche il Guercino, entrambi favoriti dal papa in quanto questi promotore degli artisti conterranei.
Nel 1625 firmò e datò il Ritratto del cardinale Roberto Ubaldini, ora in una collezione privata inglese, e la grande pala barocca della Trinità spedita da Bologna per la chiesa dei Pellegrini, commissionata dal cardinale Ludovico Ludovisi, terminata a settembre e dipinta, secondo il Malvasia, in ventisette giorni. Compì poi la tela dell'Amor sacro e l'Amor profano, ancora una volta per la famiglia Zambeccari, poi successivamente confluita nelle collezioni Spinola ed oggi attualmente nel Museo dell'omonimo palazzo di Genova, e la Lotta tra amorini, donata alla famiglia Facchinetti per aver fatto scampare la prigionia al pittore dopo una lite con l'ambasciatore di Spagna, che poi confluirà nel 1671 nella collezione Pamphilj di Roma per dote di Violante, moglie di Giovanni Battista. Al 1627 appartiene anche la celeberrima tela della Immacolata Concezione, oggi nella Chiesa di San Biagio a Forlì.

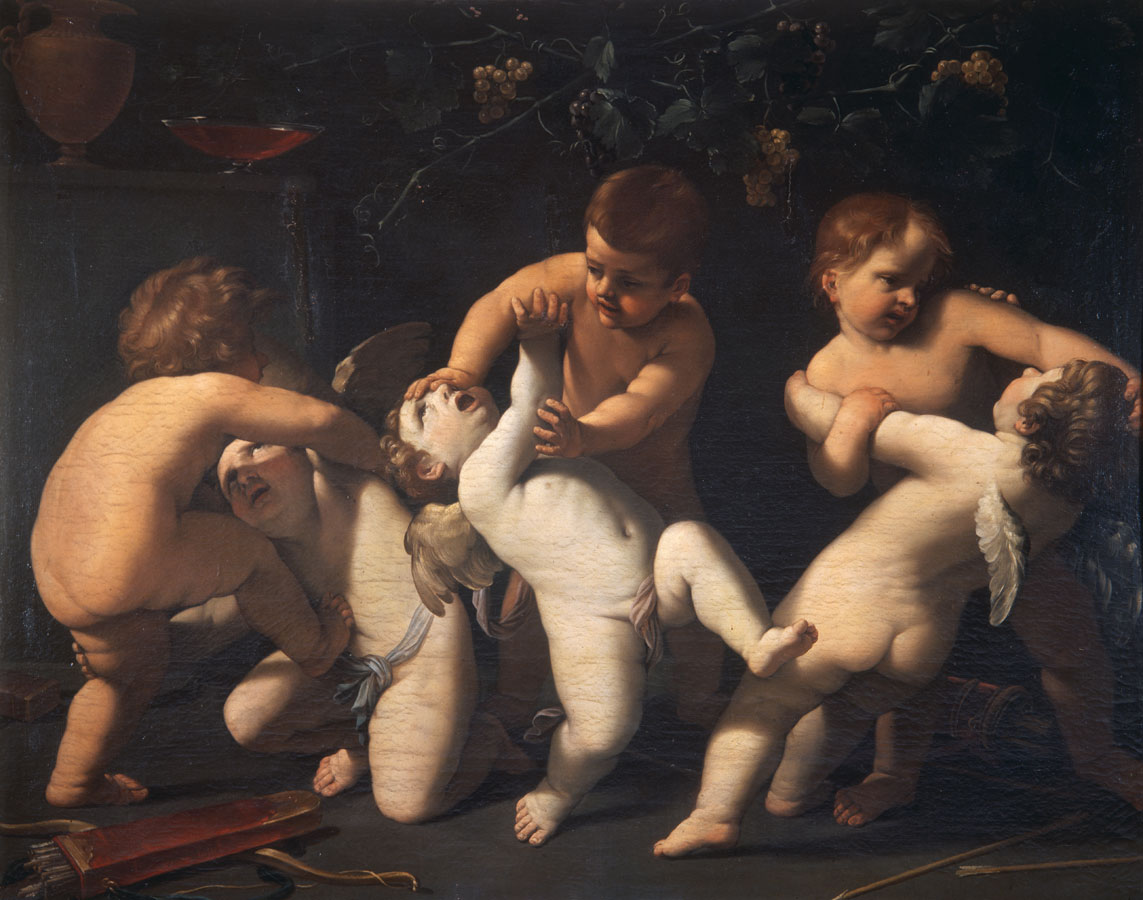
Lotta tra amorini (1621 ca.), Galleria Doria Pamphilj

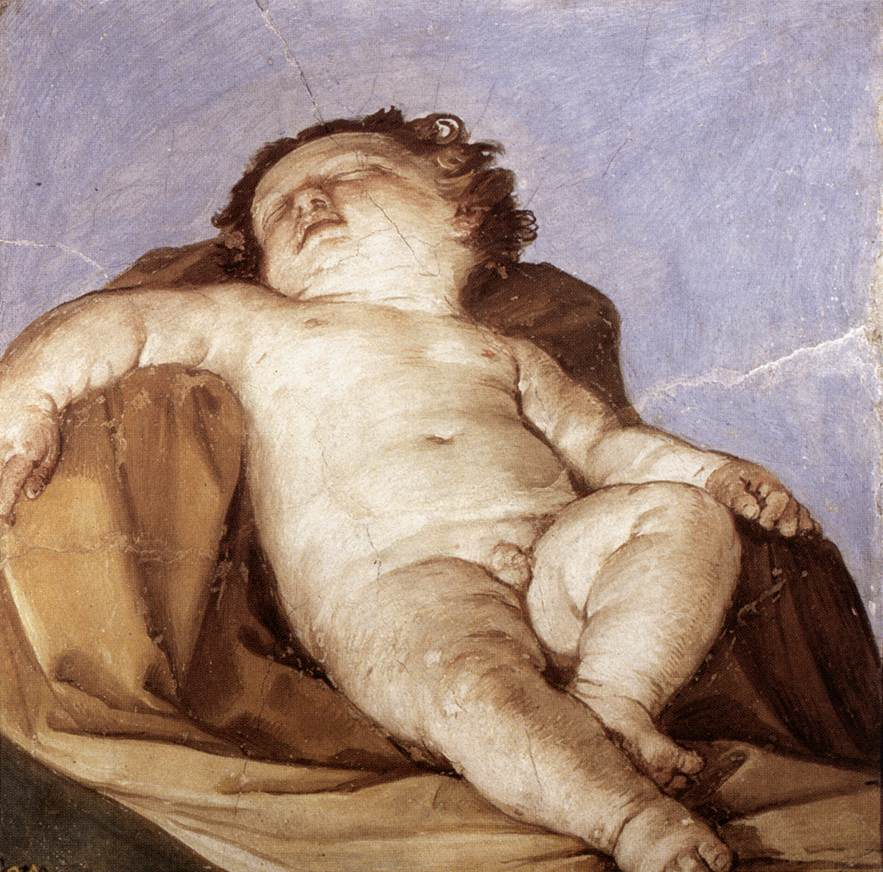
Putto dormiente (1627), Galleria nazionale di palazzo Barberini

Fu di nuovo a Roma nello stesso 1627 per eseguire gli affreschi commissionatigli dal cardinale Barberini sulle Storie di Attila per la cappella di San Pietro e quella dei santi Martinino e Processo in San Pietro in Vaticano, il quale impose che nessuno, «né anco i cardinali», salisse sulle impalcature durante i lavori. La commessa originaria prevedeva che anziché gli affreschi, cosa che il pittore non gradiva compiere, si effettuassero pitture a olio su stucco sugli altari laterali delle due cappelle. Per riuscire ad accaparrarsi la commessa il pittore fu incaricato dal pontefice di dare prova del suo talento eseguendo la raffigurazione di un putto ad affresco stesso al momento, da qui nacque la figura medesima, poi staccata dalla parete, tutt'oggi conservata nelle Gallerie nazionali di palazzo Barberini a Roma.
A causa delle ostilità di alcuni cardinali (su tutti quello Pamphilj, futuro papa Innocenzo X, la cui famiglia era in conflitto con quella Barberini) e della gelosia del Sementi, suo ex allievo, il quale visto che era anch'egli in lizza per ricevere la commissione, ma che fu superato dal maestro bolognese, decise di diffondere la voce negli ambienti locali che il Reni non fosse affidabile a causa del suo vizio al gioco d'azzardo. Il pittore decise quindi di riprendere le redini dell'incarico compiendo un Putto dormiente ad affresco, che suscitò particolare stupore dal papa Barberini tant'è che lo acquistò nel 1629 per la sua collezione di famiglia (oggi alla Galleria nazionale di palazzo Barberini a Roma). Ciò nonostante le voci diffamatorie continuarono a causa anche dei ritardi oggettivi che il Reni impiegava per la realizzazione dei cicli: così l'artista si irritò, distrusse ciò che era riuscito a completare e lasciò l'incarico (che sarà poi girato a Pietro da Cortona prima e a Nicolas Poussin poi) e anche la città da lì a breve.
Anche in questa occasione, quindi, come accaduto già in precedenza per la cappella di San Gennaro a Napoli e ancor prima per la cappella Paolina in Santa Maria Maggiore a Roma o anche quelli della villa Favorita di Mantova, la prestigiosa commessa ricevuta non andò in porto per volere del pittore.

Guido Reni fece definitivo rientro a Bologna nel 1627.

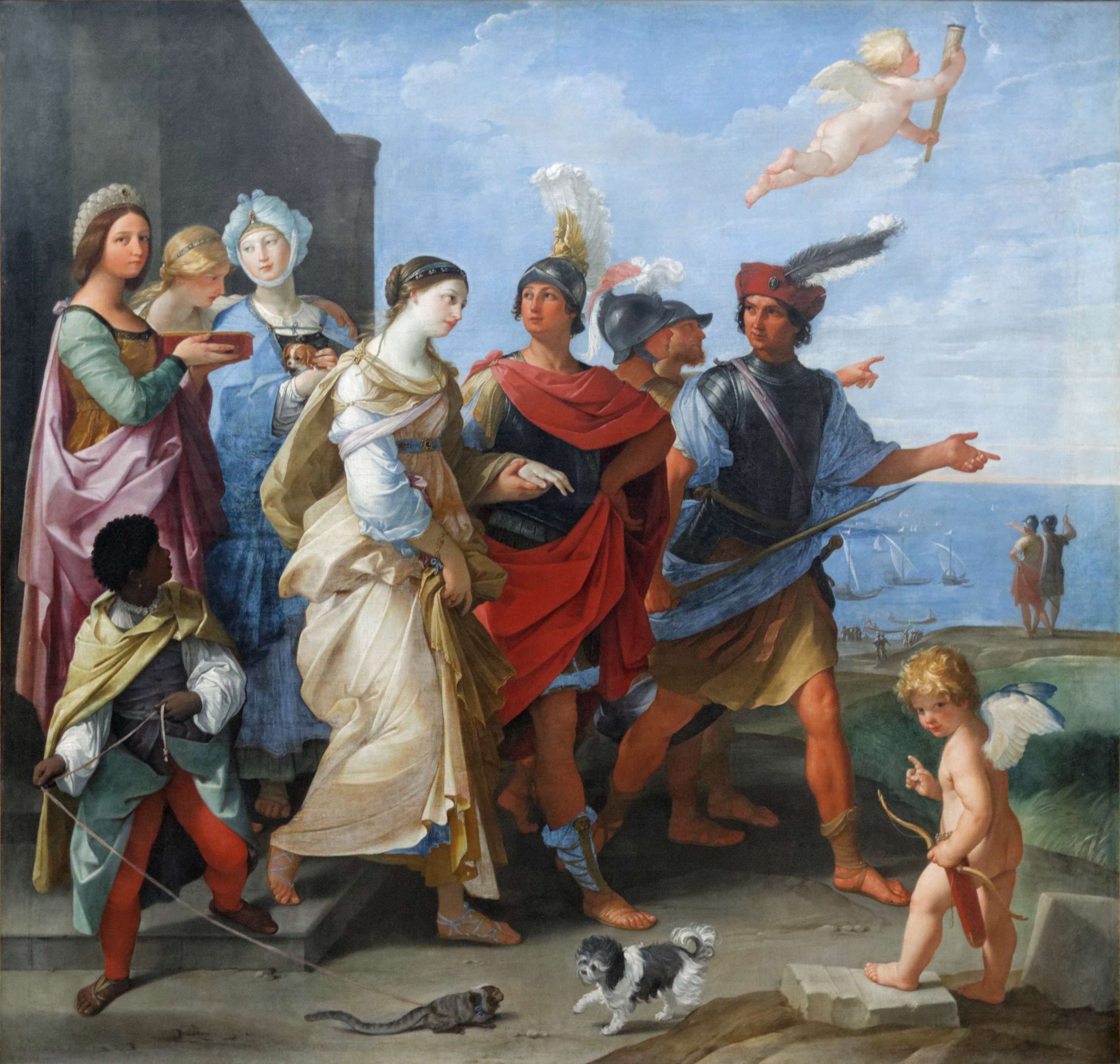
Ratto di Elena (1629), Museo del Louvre

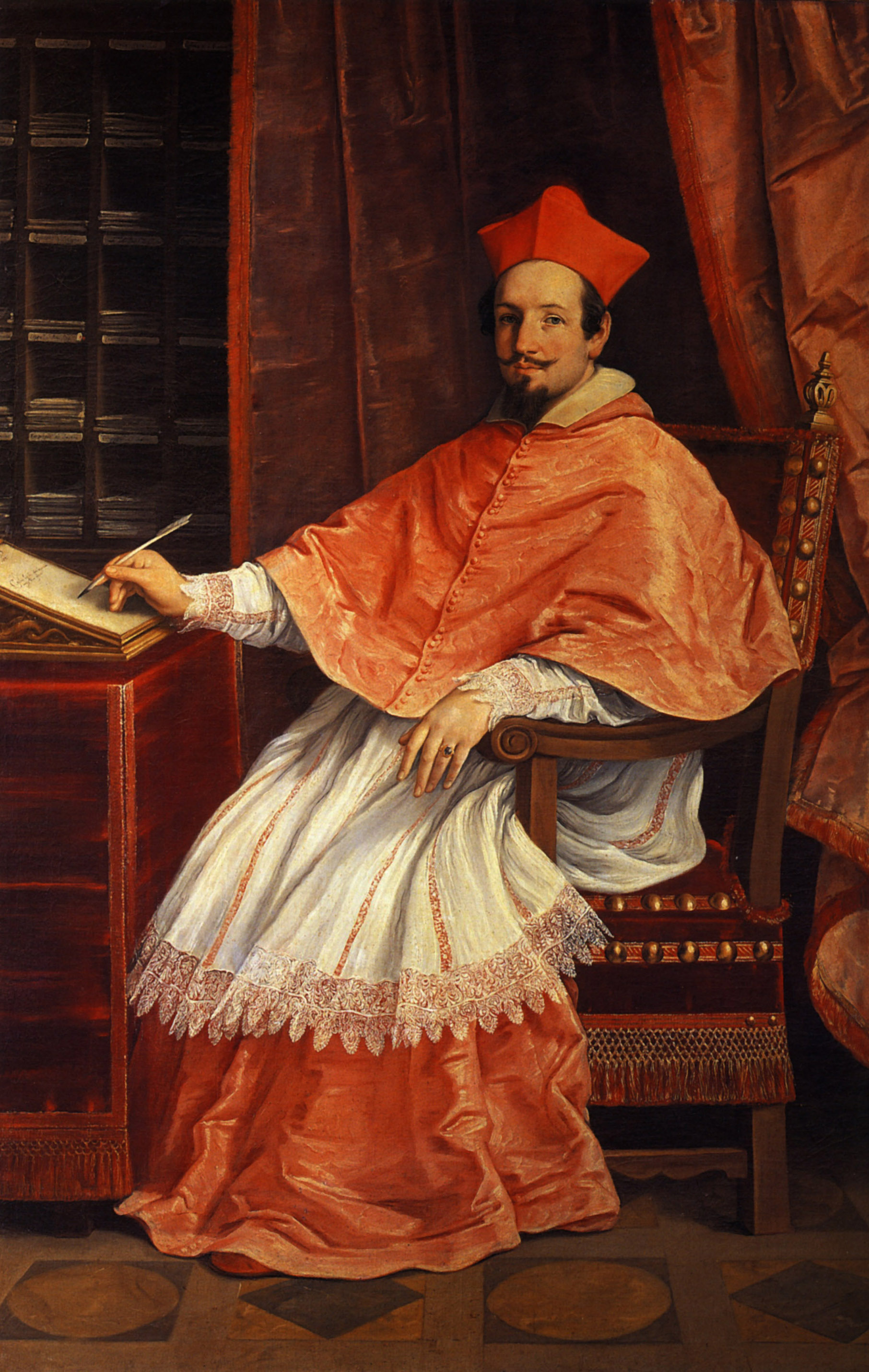
Ritratto del cardinale Bernardino Spada (1631), Galleria Spada

Durante la permanenza a Roma il pittore ricevette dall'ambasciatore spagnolo la commessa del Ratto di Elena, che però verrà lavorata una volta che il pittore fece ritorno a Bologna. Il cardinale Bernardino Spada, amico del pittore e legato pontificio a Bologna dal 1627, doveva supervisionare l'operato per mandato del cardinal Barberini.
Visto che le due parti successivamente non trovarono accordo sul compenso, l'opera fu allora venduta in Francia a Maria de' Medici per intercessione dello stesso Spada, la quale donna nel frattempo chiese di poter avere a corte proprio il Reni al fine di commissionargli alcune opere. La vicenda si concluse con l'ennesimo diniego da parte di Guido, che per l'occasione fu sostituito su volontà dello Spada dal Guercino, mentre intanto, il cardinale ammaliato dall'opera dell'artista ed amico, chiese a un suo collaboratore di bottega, Giacinto Campana, la realizzazione di una copia dello stesso Ratto di Elena che, stando alle fonti antiche, sarebbe stata «[...] perfettionata da Guido stesso».
Nel contempo il pittore esegue su richiesta del cardinale anche il suo Ritratto (1631), capolavoro della maturità artistica che anch'esso così come il Ratto di Elena di bottega entra nella collezione Spada ed è oggi conservato nell'omonima Galleria romana, donato dal pittore all'amico cardinale che comunque elargì complessivi 200 ducati per i due quadri. Lo Spada è rappresentato nella sua tela con evidente simpatia e una resa vibrante di colori che ne esalta l'aspetto aristocratico e intelligente in un contesto di compostezza e decoro.
Superata la tremenda peste del 1630, il Senato bolognese gli commissionò intorno al 1631-1632 la pala votiva della Madonna col Bambino e santi (oggi alla Pinacoteca di Bologna), criticata dai contemporanei per la sua seconda maniera: schiarisce le tonalità, intridendole di argento, come si nota anche nella coeva e delicata Annunciazione (1630-1634) di Ascoli Piceno.

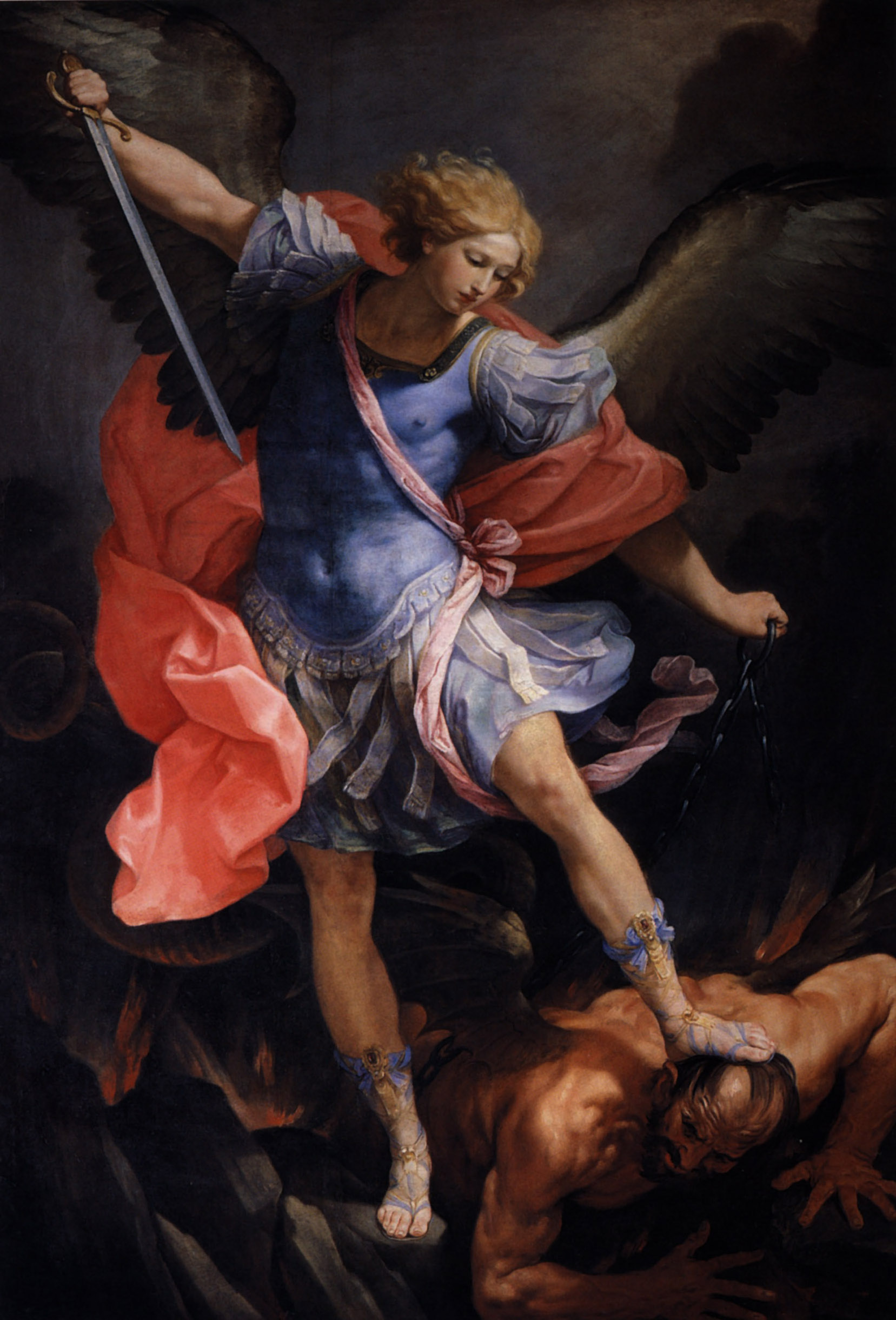
San Michele arcangelo (1635), chiesa di Santa Maria Immacolata a via Veneto

Prima del 1635 Guido Reni eseguì su seta, per il cardinale Antonio Barberini, fratello del papa Urbano VIII, il San Michele arcangelo per la chiesa di Santa Maria Immacolata a via Veneto, dov'è tuttora. Celebrato come esempio di bellezza ideale, il Reni in una lettera scrisse di aver voluto avere «pennello angelico o forme di Paradiso per formare l'Arcangelo o vederlo in Cielo; ma io non ho potuto salir tant'alto ed invano l'ho cercato in terra. Sicché ho riguardato in quella forma che nell'idea mi sono stabilita». Si tratta di un ennesimo capolavoro compiuto dal bolognese, probabilmente l'opera del Reni più copiata dagli artisti successivi, dove si raffigura il bene vince sul male, quest'ultimo che secondo il Malvasia sarebbe stato raffigurato con il volto del cardinal Pamphilj per vendetta delle angherie subite nel 1627.
Allo stesso giro d'anni fanno riferimento le svariate versioni della Maddalena penitente, di cui quella realizzata per il cardinale Santacroce, confluirà poi nel 1641 per il tramite degli eredi nelle collezioni Barberini ed è oggi alla Galleria nazionale dell'omonimo palazzo.

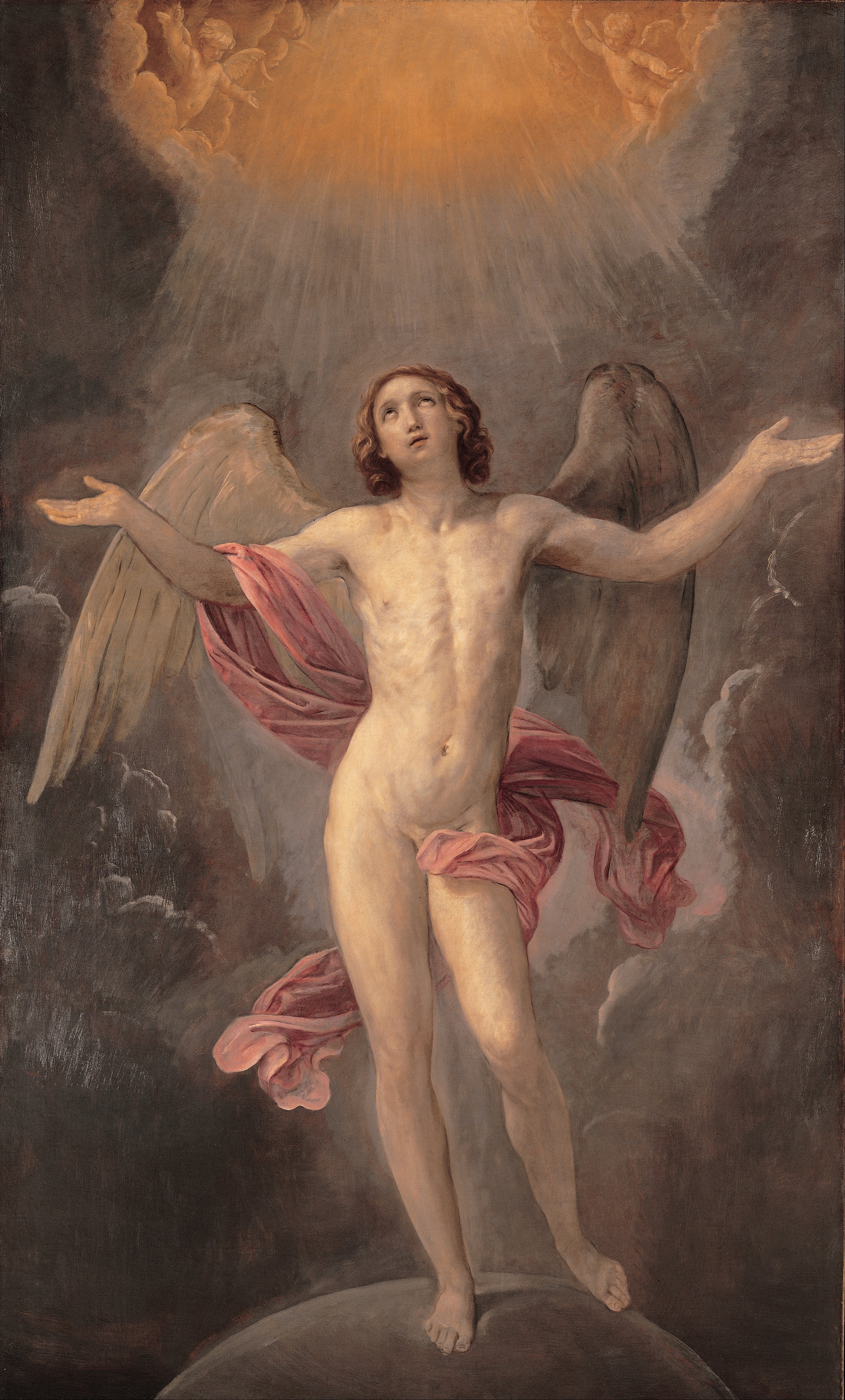
Anima beata (1640-1642), Musei Capitolini

#### Gli ultimi anni (1640-1642)

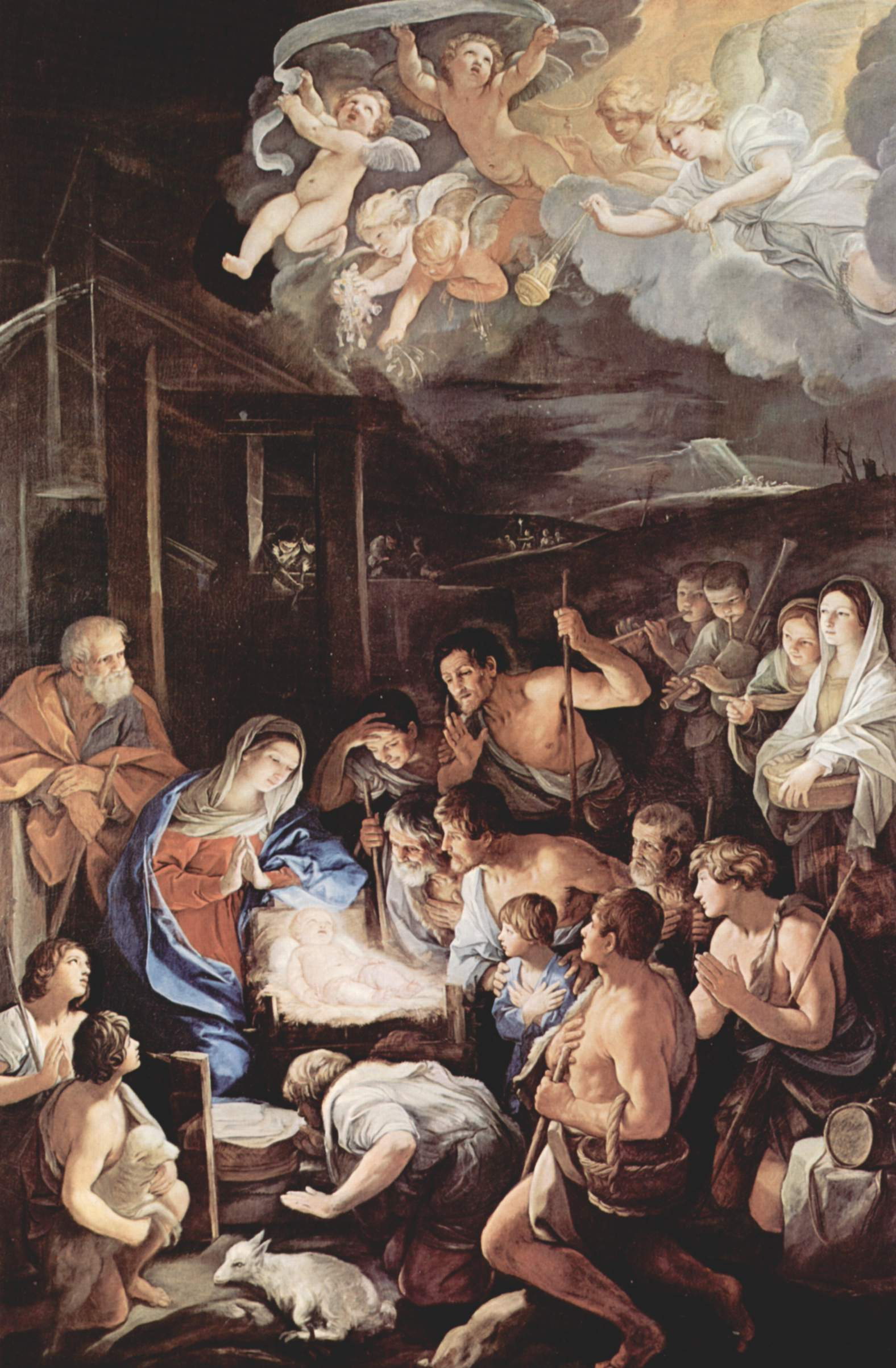
Adorazione dei pastori (1641-1642), certosa di San Martino, Napoli

Per il suo biografo, a causa dei debiti, il pittore fu costretto negli ultimi anni «a lavorare mezze figure e teste alla prima, e senza il letto sotto; a finire inconsideratamente le storie e le tavole più riguardevoli; a prender denaro a cambio da tutti; a non ricusare ogni imprestito da gli amici; a vendere, vil mercenario, l'opra sua e le giornate a un tanto l'ora». Sembra certo che soffrisse di depressione: «comincio a non piacere più nemmeno a me stesso», scrisse, e confessò di pensare alla morte «conoscendo essere vissuto assai, anzi troppo, dando fastidio a tanti altri, forzati a star bassi finch'io vivo».
Fanno parte della produzione ultima le varie redazioni dell'Adorazioni dei pastori tra cui quella di Napoli, per la certosa di San Martino, venduta dagli eredi del pittore ai padri come opera "non completata" del maestro, e di Londra, poi le varie redazioni del San Sebastiano tra cui quella di Londra e di Bologna, la Flagellazione di Cristo di Bologna, poi un cospicuo numero di tele acquistate da Alessandro Sacchetti per la collezione Sacchetti di Roma, fratello dei più noti Giulio Cesare e Marcello, molto vicini agli ambienti Barberini, tra cui il Suicidio di Cleopatra, l'Anima beata e la Fanciulla con corona, tutte oggi nella Pinacoteca Capitolina, e un San Pietro piangente in collezione privata. Sono opere che il Malvasia definì incompiute: eseguite a pennellate veloci e sommarie, secondo un'intenzione stilistica che la critica, dal Novecento, riconobbe invece come consapevole scelta estetica.
Il 6 agosto 1642 fu «colto da febbri» che lo portarono a morte il 18 agosto, a 67 anni. Il corpo fu esposto vestito da cappuccino e sepolto nella cappella del Rosario della basilica di San Domenico a Bologna, per volontà del senatore bolognese Saulo Guidotti, legato al pittore da profonda amicizia. Accanto a lui giacquero poi anche le spoglie di Elisabetta Sirani, figlia di uno dei suoi allievi prediletti, Giovanni Andrea Sirani.
Per un certo periodo le sue spoglie furono ai Cappuccini, sul colle del Calvario, ma dopo l'alienazione (e la successiva distruzione) della chiesa e del convento nel 1811, dei suoi resti si erano perse le tracce. Un teschio con fascetta su cui era riportato il nome del pittore fu fortuitamente ritrovato nel 1932 dagli ingegneri Guido Zucchini e Mario Balduzzi nella sala dei Seicento del cimitero della certosa, in un piccolo vano nascosto dietro uno sportelletto: nel 1937 il reperto fu trasferito nuovamente nella basilica di San Domenico.

## Attività artistica
Guido Reni aveva una personalità molto schiva e diffidente; accanito giocatore d'azzardo, non ebbe probabilmente mai alcuna relazione sentimentale con una donna, neanche fugace.
Nella sua carriera sono molte anche le commissioni di un certo valore che rifiutò per motivi personali, come quelle della cappella di San Gennaro a Napoli, della cappella Paolina in Santa Maria Maggiore a Roma, della villa Favorita di Mantova, della basilica di San Pietro in Vaticano o alla corte di Maria de' Medici in Francia. Tuttavia fu un pittore particolarmente prolifico, realizzando nella sua carriera numerose opere, sia mobili che ad affresco, seppur non amava particolarmente quest'ultima tecnica.
Diverse sono le opere a medesimo soggetto che il pittore eseguì nella sua attività, più o meno con l'intervento dei suoi allievi o della sua florida bottega. Tra i soggetti più frequenti della sua attività artistica vi è il San Sebastiano, redatto in svariate copie e redazioni lievemente differenti tra loro. Ma compaiono anche altri dipinti di cui sono note almeno due esecuzioni da parte del Reni o del suo entourage, come quelle delle Quattro Stagioni, del David con la testa di Golia, dell'Atalanta e Ippomene, del Cristo portacroce, della Fuga in Egitto, della Crocifissione di Cristo, della Maddalena penitente, dell'Adorazione dei pastori e di altri santi raffigurati a mezzo busto, tra cui San Matteo, San Marco e San Giovanni Battista.
I lavori che aveva in corso a partire dal suo ritorno a Bologna del 1614 furono molteplici e tutti in contemporanea, ancorché necessitarono da subito la collaborazione di colleghi, assistenti e giovani praticanti. Tanti furono i giovani pittori che ambirono ad essere considerati suoi allievi, partecipando attivamente alla vita delle sue diverse “stanze” oppure passandovi sporadicamente per cogliere qualche spunto dai suoi lavori in corso d’opera; per questo motivo Reni riservava ai suoi lavori più importanti ambienti appartati, per evitare plagi da parte di giovani di passaggio e per smorzare invidie tra gli assistenti più stretti.
Malvasia arriva a parlare di duecento allievi, avvertendo che, a quell'epoca, qualche artista si fregiava del titolo di “allievo di Guido Reni” per darsi importanza, quando magari era rimasto soltanto per qualche giorno all'interno di uno dei suoi atelier: «Fù tanta, e tale insomma la fama e’l grido ch’egli ebbe, che parve, che a suoi tempi non fosse stimato buon Pittore chi d’esser stato suo scolare non si fosse potuto pregiare; facendogli gran fortuna il solo nome di un tanto Maestro…». I primi che vengono citati dalle fonti, e che lavorarono concretamente sui dipinti commissionati a Reni, oltre ai già citati Albani e Lanfranco, sono i noti Gessi, Sementi, Sirani, Cantarini: «De gli Allievi della sua scuola è impossibile il metterne assieme un registro, anche mediocre, perché talora fu che né contassimo sino a dugento di ben cogniti, fra quali huomini insigni, e Maestri grandi; come il Lanfranchi, il Gessi, il Semente, il Sirani, il Pesarese, il Rugieri, il Desubleo, Bolanger, i Cittadini, il Randa, il Canuti, il Bolognini, Venanzio, e tanti, e tanti...». Tra i minori figura Antonio Randa, il quale passò presto all'atelier di Lucio Massari dopo un tentativo di uccisione del suo maestro Reni: «Voleva ammazar Guido per sospetto che fosse inamorato nella sua bramosia di Rosa, onde la fece nuda per Venere ancora et egli per Marte...».

## Stile
Il Reni si consolida come pittore classicista tra i più importanti della pittura italiana del Seicento. I suoi primordiali studi musicali sono motivo dell'influenza nelle sue composizioni dove i personaggi ritratti talvolta palesano nei loro atteggiamenti o nelle posture un modo musicale-danzante; è questo il caso del Sansone vittorioso dell'Atalanta e Ippomene o anche del gruppo di tele sulle Fatiche di Ercole per le collezioni Gonzaga.
Fu influenzato anche dai modi pittorici del Cavalier d'Arpino, a cui il Reni guardò molto durante i suoi primi anni di attività, a testimonianza di ciò il cospicuo numero di piccoli oli su rame, peculiarità stilistica del Cesari, che il bolognese eseguì nel primo decennio del Seicento. Una volta giunto a Roma scopre però la pittura caravaggesca. La sua ricerca del bello ideale quindi, viene sintetizzata in opere che sono di fatto un intreccio di modi pittorici, ricavate dal classicismo raffaellesco nella mediazione dei Carracci che sfiora soltanto la visione naturalistica di Caravaggio ma che se ne allontana per la necessità di ammantarla di decoro diventa la peculiarità del suo stile. Guido Reni non utilizzerà mai un modello "antico" nel senso stretto della parola, proveniente dai grandi maestri sopracitati, bensì utilizzerà la loro pittura per rielaborarla secondo il proprio personale concetto.
Con le commesse Borghese il pittore gradualmente abbandona la pittura del Merisi e riprende il suo percorso autonomo e personale di classicismo rivisitato. Guido Reni non richiama mai esplicitamente alcuna scultura classica, cosa che invece ad esempio faceva solerte il Merisi, bensì si concentra (con eccelsi risultati) a concepire le sue composizioni in maniera e con elementi che richiamavano la tale monumentalità: si pensi ad esempio l'affresco dell'Aurora Borghese, immaginato come fregio antico, o il tipico "sguardo all'insù" di molte delle sue figure (ad esempio le varie redazioni del San Sebastiano), o i panni di color rosa antico morbidamente svolazzanti che indossano molti dei suoi personaggi (ad esempio nell'Atalanta e Ippomene, nella Maddalena penitente di Roma, nel San Marco di Genova e nell'Anima beata di Roma).
La Strage degli innocenti segna la prima maturità artistica del Reni, dove la dinamicità e il concitamento della scena vanno di pari passo con la monumentalità dei personaggi raffigurati, paragonabile solo al miglior Annibale Carracci. Di questo dipinto, tra i suoi capolavori assoluti, si ricorderanno anche le future generazioni, da Jusepe de Ribera, che riprese alcune espressioni se non tutta la concitata composizione nel suo San Gennaro che esce dalla fornace, ma anche Poussin, i pittori neoclassici francesi e persino Picasso, che richiamò la tela di Reni in alcune parti del suo Guernica.

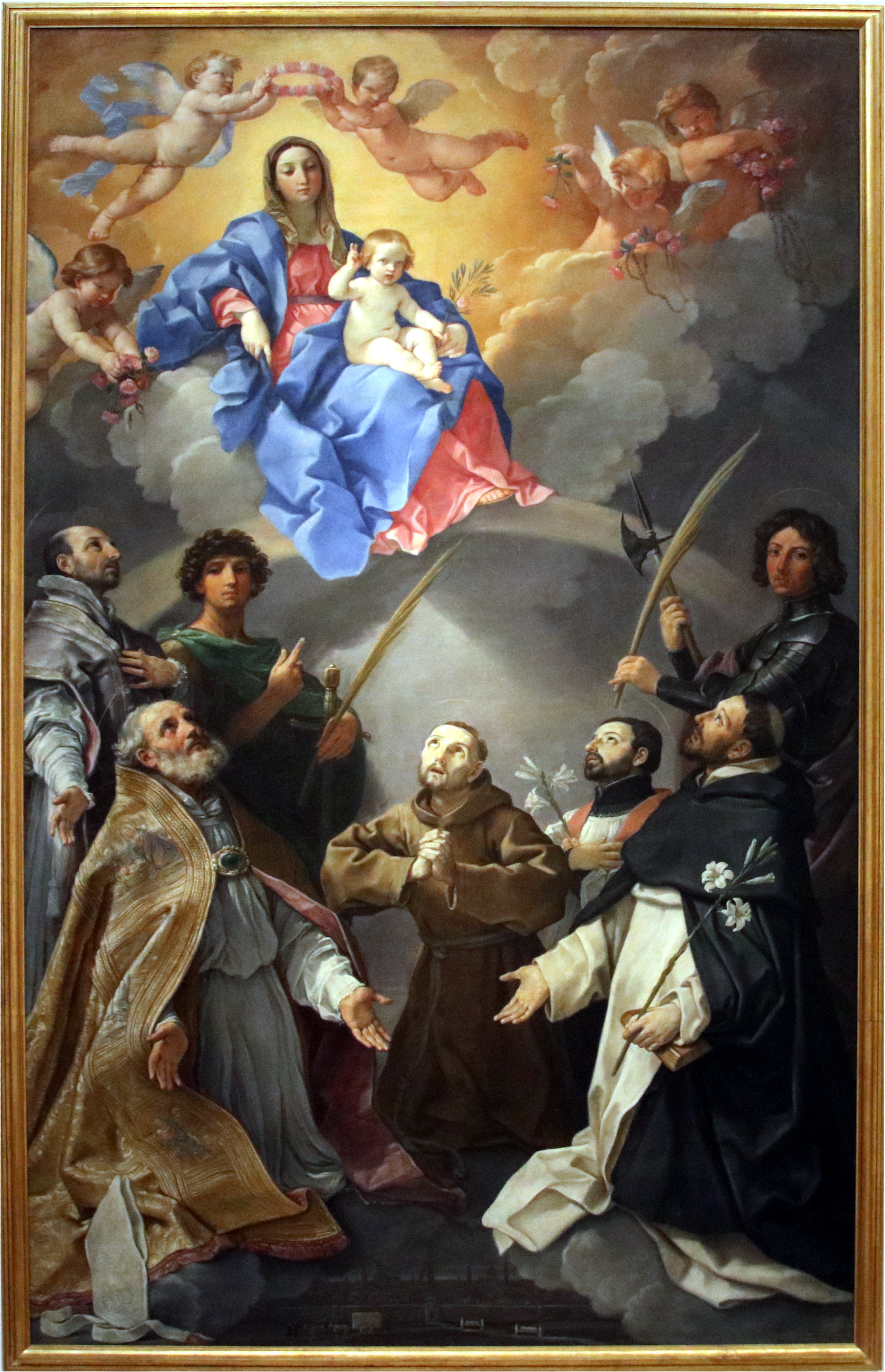
Madonna della Peste (1630 ca.), Pinacoteca nazionale di Bologna. L'opera testimonia la seconda maniera del pittore, con i colori argentei e la patina preparatoria chiara per accentuarne la cromia.

Le grandi pale d'altare che realizza a Bologna intorno al 1615 sono il culmine della prima maniera dell'artista, dove diviene a tutti gli effetti primo pittore della città emiliana. La grandiosa pala della Pietà dei Mendicanti è probabilmente quella che meglio sintetizza la maturità del bolognese, dove la composizione narrativa viene strutturata su più livelli dimostrando capacità espressive sia sotto il profilo del naturalismo che del classicismo.
La seconda maniera viene palesata a partire dagli anni '30, quando Guido Reni inizia a realizzare opere dalle tonalità argentee, con sfondi preparati mediante l'utilizzo di tonalità chiare in grado di conservare meglio i colori applicati sopra, che invece col passare del tempo rischiavano (secondo il Reni) di perdere la loro consistenza. Testimonia questo passaggio la grande tela della cosiddetta Madonna della Peste, dove si mescola al concetto religioso e sacro quello civile. In quest'ultima redazione tuttavia il Reni sperimenta un'ulteriore soluzione rispetto al passato, ossia quella di eseguire il dipinto su supporto in seta anziché su tela, ciò in quanto questo materiale era ritenuto più resistente e maggiormente capace di esaltare la cromia.
La terza e ultima maniera invece risale agli anni '40, quando il pittore dipingeva in maniera veloce, lasciando volutamente le opere ancora in uno stato di incompiutezza: le tele appaiono infatti in stato ancora appena abbozzato, con la partitura cromatica semplice e leggera.

## Fortuna critica

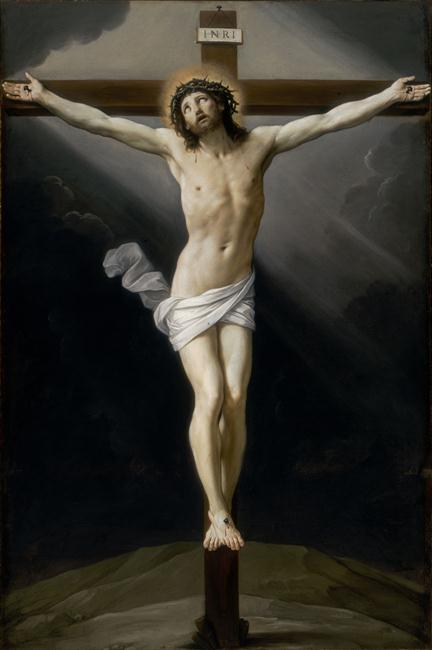
Crocifissione (1639-1642), Galleria Estense di Modena. Si conoscono almeno altre due repliche con lievi varianti autografe, una nella Galleria Pallavicini, l'altra nella chiesa di San Lorenzo in Lucina, entrambe a Roma.

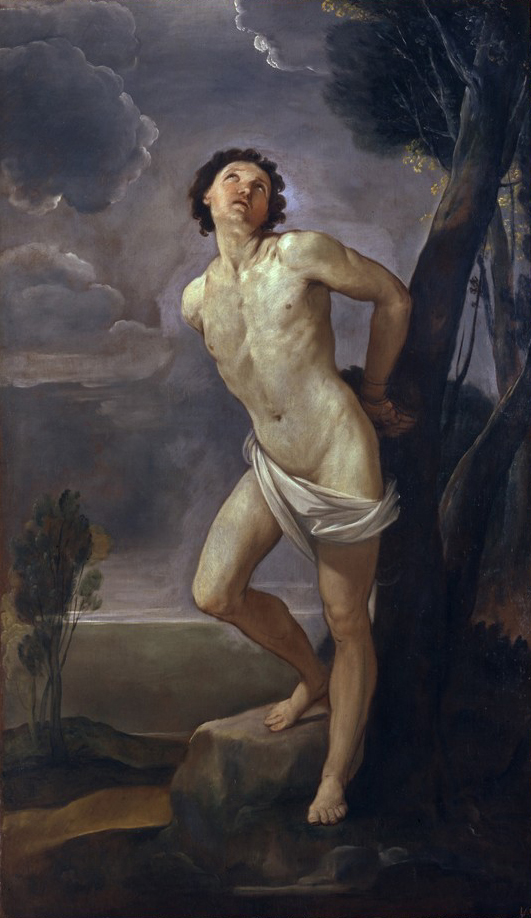
San Sebastiano, 1640-1642, Bologna, Pinacoteca Nazionale. L'opera testimonia la terza maniera del pittore, quando negli ultimi anni di vita inizia a dipingere in maniera veloce, dando la sensazione di eseguire opere "incompiute".

È la sostanziale ambiguità della sua poetica ad aver fatto oscillare l'apprezzamento della sua opera nel tempo: fu esaltato dai contemporanei per l'armonia raggiunta nel coniugare il classicismo raffaellesco alle esigenze di verità poste da Caravaggio - esigenze naturalistiche del resto già sentite dal Reni fin dal tempo della sua frequentazione dei Carracci - e depurate dagli eccessi in nome del decoro e della ricerca del bello ideale.
Il suo biografo del tempo, Carlo Cesare Malvasia, nella sua Felsina pittrice descrisse la biografia del Reni con parole di encomio per il suo operato artistico, ritenuto uno dei più grandi della sua epoca, senza negare però particolari negativi che circolavano intorno al nome del pittore. Tra questi, oltre al fatto che fosse un accanito giocatore d'azzardo, a causa del quale era spesso in situazione di debito, alcuni facevano riferimento anche al suo carattere: persona molto schiva, malinconica, solitaria (il Reni non si sposò mai e verosimilmente non ebbe mai alcuna compagna al suo fianco, neanche temporanea) che quasi snobbava i letterati che al tempo lo elogiavano. Malvasia lo descrive come uomo di «giusta statura», fisicamente «ben formato», di carnagione «bianchissima», con «colorito nelle guance» e «occhi cerulei» e «naso profilato». Aggiunse inoltre che era una persona molto rispettosa verso tutti, non solo con i grandi, che amava vestire bene («usasse seta l'estate, velluto e panno di Spagna l'inverno») e che mai avesse cattivi odori indosso, benché vivesse senza il servizio di donne.
Des Avaux, nel 1666 scrive che «Di tutti gli allievi dei Carracci è stato [Guido Reni] il più felice e ancor oggi si trova un'infinità di persone che prediligono le sue opere al punto da preferire la delicatezza e la grazia che manifestano alla grandezza e alle forti espressioni di altre», mentre Pierre-Jean Mariette nel 1741 scrive che «la nobiltà e la grazia che Guido ha soffuso sui volti, i suoi bei drappeggi, uniti alla ricchezza delle composizioni, ne hanno fatto un pittore dei più gradevoli. Ma non si deve credere che sia giunto a questo senza essersi sottoposto a un intenso lavoro. Lo si vede soprattutto nei disegni preparatori di grandi dimensioni: ogni particolare è reso con assoluta precisione. Attraverso di essi si rivela un uomo che consulta continuamente la natura e che non fa alcun assegnamento sul suo dono felice di abbellirla».
Joachim von Sandrart disse che la «dolcezza, grazia e perfezione» di Guido Reni erano la formula usata dal pittore per accedere alla bellezza.
Apprezzate nel Settecento anche le opere dell'ultima maniera, dalle forme che si dissolvono nella luce, dove la figura di Guido Reni è stata ripresa anche dallo scrittore tedesco Joseph von Eichendorff nel suo romanzo Aus dem Leben eines Taugenichts (Vita di un perdigiorno), nell'Ottocento intorno al fare pittorico del Reni si attiva un certo disprezzo per alcune espressioni della sua pittura devozionale, su cui si evidenzia la stroncatura di John Ruskin, nel 1844, il quale afferma che «La religione deve essere ed è sempre stata il fondamento e lo spirito informatore di ogni vera arte. Mi assale una collera disperata quando sento che Eastlake compera dei Guido per la National Gallery».
Nella prima metà del Novecento la pittura di Guido Reni, così come in generale tutta la classicista bolognese, fu nel suo complesso svalutata. Nel 1923 esce l'importante articolo di Hermann Voss sugli anni romani dell'attività del Reni, in cui lo studioso tedesco individua l'attenzione del bolognese alla pittura moderna di Annibale Carracci e dello stesso Caravaggio ma con un approccio da conservatore che "paralizza" la monumentalità dell'uno e il naturalismo dell'altro, tanto da suscitare l'entusiasmo di un Cavalier d'Arpino. Il critico dirà del pittore: «L'irresistibile incanto del Reni era ed è riposto nel sensuale fascino della sua cantilena in una sua tipica e inimitabile dolcezza musicale [...] il modo con cui lascia cadere una veste frusciante, con cui, grazie ad una semplicissima curva compositiva, fa risuonare e vibrare l'intera figurazione, ha qualcosa di sonnambulesco.». Inoltre secondo non vi sono nel Reni nuovi pensieri e originalità compositive, bensì un semplice confrontarsi con la tradizione: la forza del pittore sta quindi «nell'alto senso della bellezza e in quella musicalità del sentire che nobilitano ogni linea, ogni movenza».

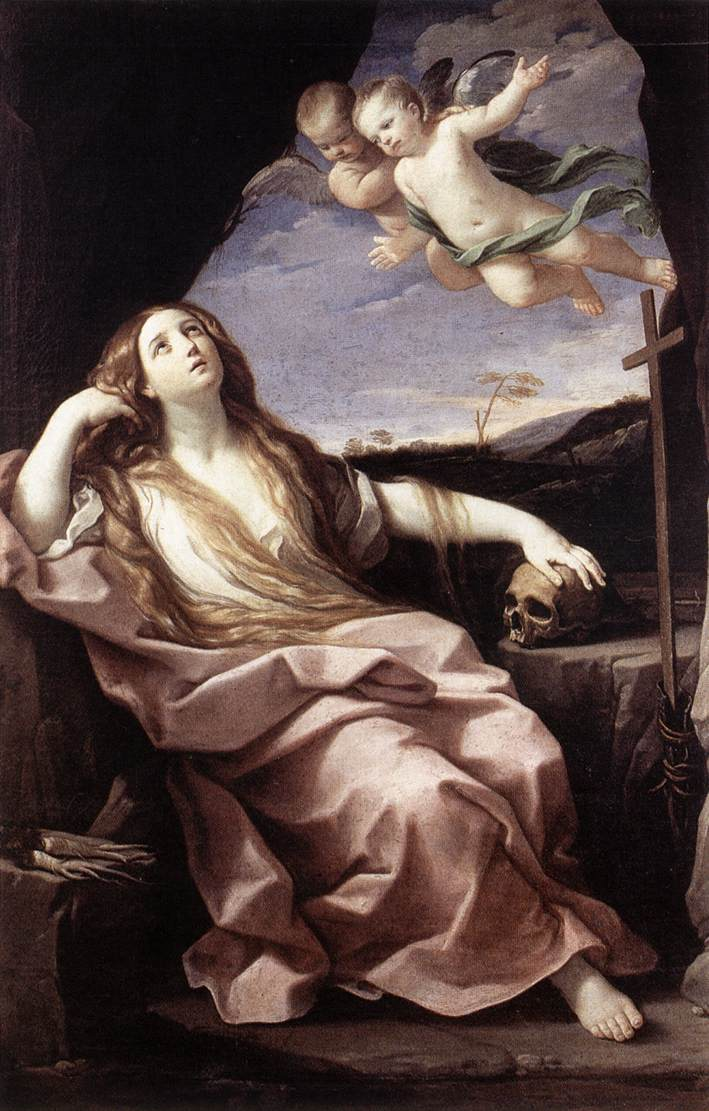
Maddalena penitente (1633), Galleria nazionale d'arte antica di Palazzo Barberini, Roma

Nonostante sporadiche accezioni positive verso il modus pittorico del Reni, la vera rivalutazione del pittore si ebbe, così come accadde per il Caravaggio e per tanti pittori del seicento romano, grazie a Roberto Longhi, che nel Reni vide un acutissimo desiderio «di una bellezza antica ma che racchiuda un'anima cristiana [...] spesso, da vero pittore e poeta, escogita gamme paradisiache [...] angeli soffiati in rosa e biondo [...] un anelito a estasiarsi, dove il corpo non è che un ricordo mormorato, un'impronta; un movente quasi buddistico, che bene s'accorda con l'esperienza tentata da Guido di dipinger sulla seta, a somiglianza, appunto, degli orientali.».
Una grande mostra a Bologna nel 1954 accentuò l'interesse critico per l'artista: per il Ragghianti, «il vero Reni ci si presenta come un artista rimasto, oltre ogni dottrina e bravura di prove, trepidamente adolescente, in un crepuscolo di esperienze che, come nella pubertà, avvolge il senso nella fantasia e gli dà quell'accensione fascinosa che dilata la realtà.»

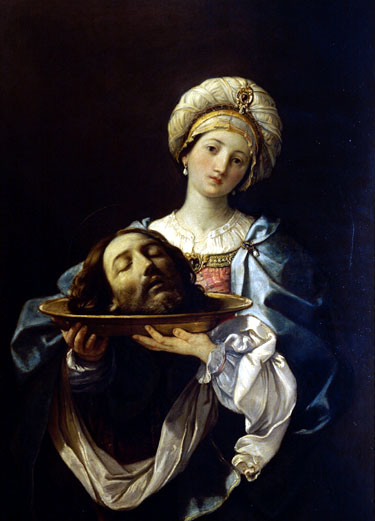
Salomé con la testa del Battista (1630-1635), Galleria nazionale di palazzo Corsini, Roma

Per Cesare Gnudi, la poetica classicista fu dominante nel Reni ed egli, pur identificando il suo ideale di bellezza con le immagini della mitologia classica, dovette mediare tale ideale con la realtà storica, politica e religiosa, cui aderiva, della Controriforma, e «fra il suo ideale di bellezza e il suo sentimento religioso già assestato in una quieta e accomodante pietà, egli non sentì forse mai un vero contrasto». Non è vero che il "vero" Reni si troverebbe nell'evocazione di soggetti mitologici mentre un "falso" Reni si esprimerebbe nella convenzionalità dei suoi soggetti religiosi; se mondo classico e mondo religioso non contrastano fra di loro, nemmeno si identificano, per questo il Reni non sentì mai di dover scegliere: «La scelta non avvenne perché egli sentiva nell'uno e nell'altro mondo qualche parte vitale di sé. Non avvenne mai la rinuncia all'uno in nome dell'altro. Il dualismo restò così fino all'ultimo, continuamente composto e continuamente affiorante».
Andrea Emiliani spese parole di elogio in epoche più recenti sottolineando la poetica che il Reni riusciva ad esprimere nelle figure che ritraeva, dove ad accentuare questa caratteristica sono i volti con sguardi all'insù che diventano elemento peculiare della pittura reniana: «[...] alla levitazione della forma materica farà seguito progressivo un disfacimento delle ultime vestigia naturali; la pittura andrà sempre più a decomporsi come una crisalide, lasciando emergere la struttura scarna e tuttavia persuasiva del progetto grafico sottostante. L'accelerazione è così evidente da far risuonare sotto le volte dello studio posto quasi in piazza Maggiore quel non finito che il Manierismo aveva portato al livello della metafora (l'impossibile a dire, a esprimere) che al contrario Guido intendeva come la sublime sprezzatura poetica dell'esprimibile toccato e colto nella pienezza dell'idea, del suo mondano travestimento.»